# Weilimdorf
Koordinaten: 48° 49′ N, 9° 7′ O

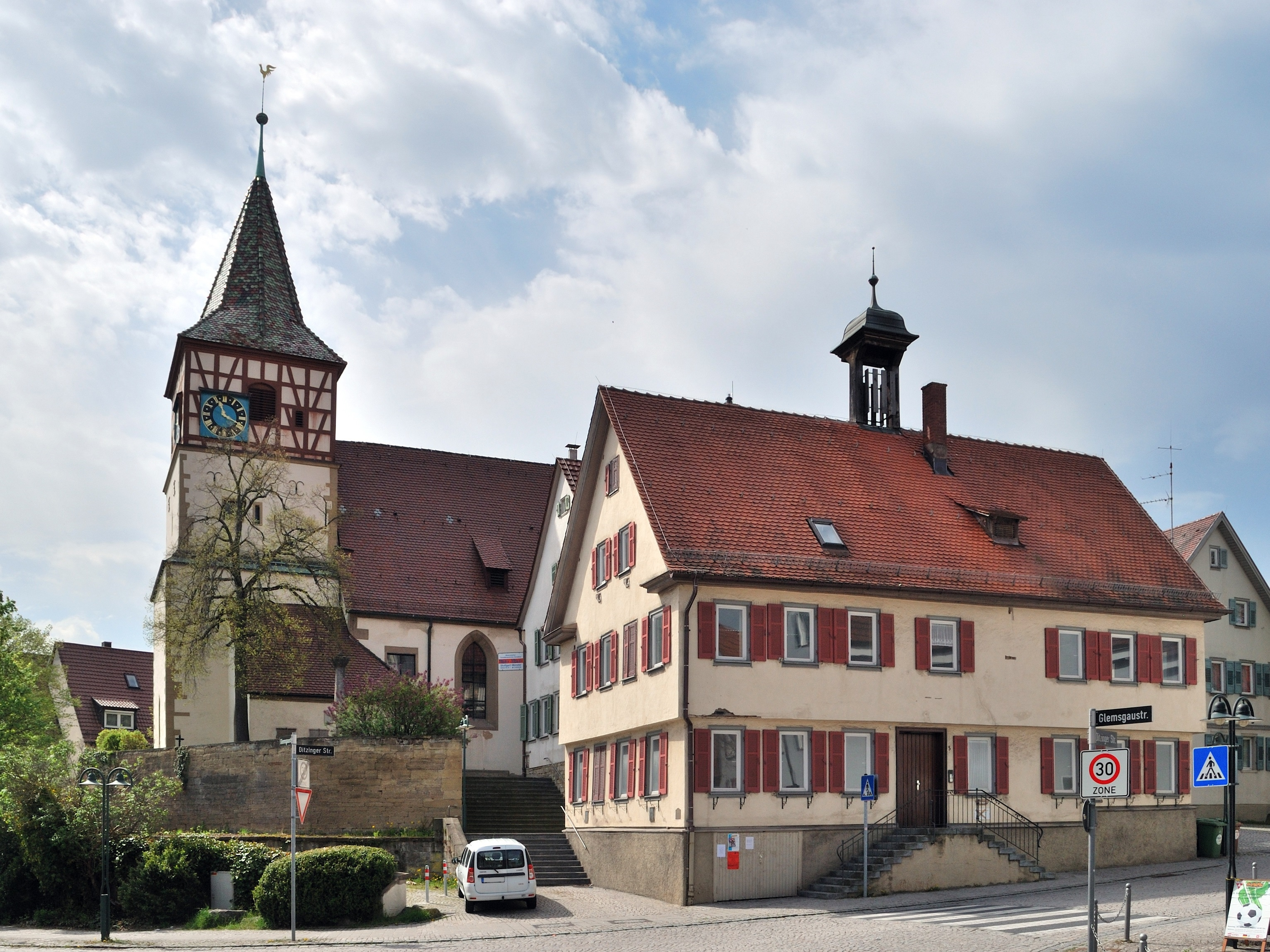
Die älteste Kirche in Weilimdorf und das Alte Rathaus bei Tag …

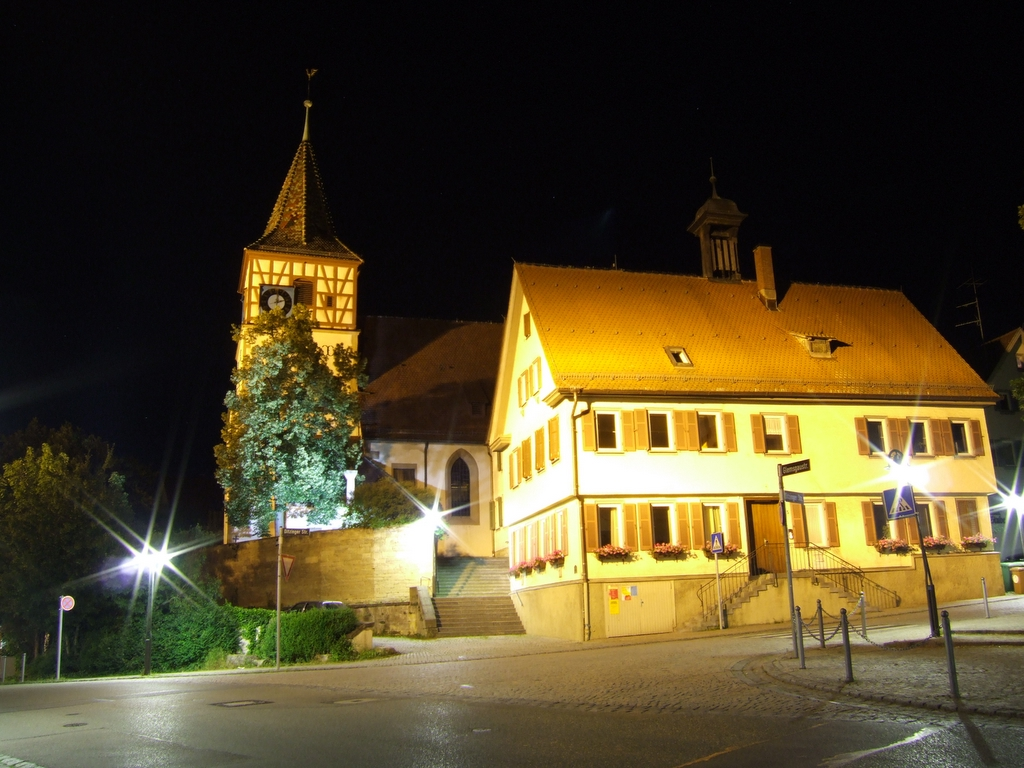
… und bei Nacht

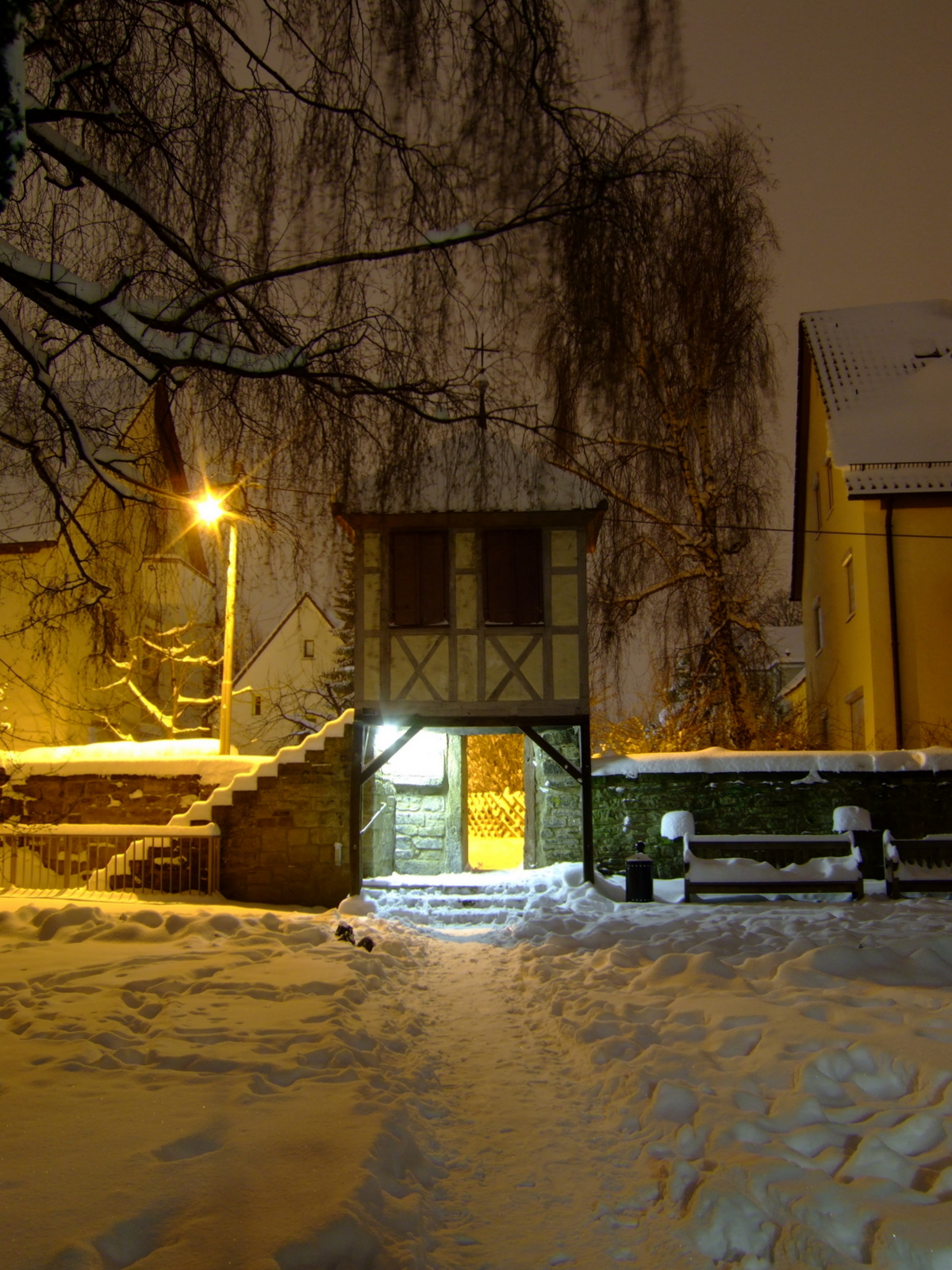
Pfarrgartenhäusle mit alter Ortsmauer

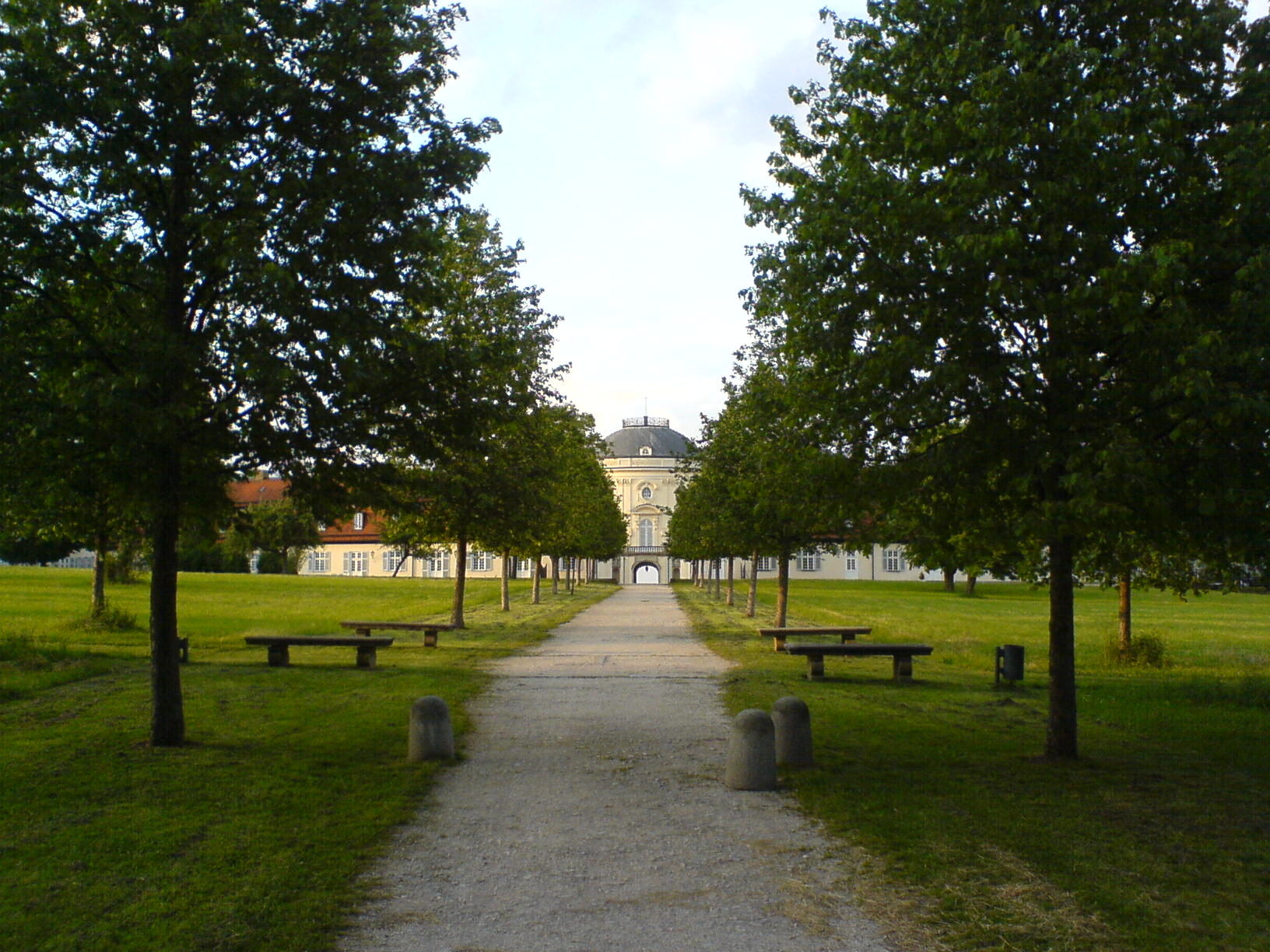
Schloss Solitude

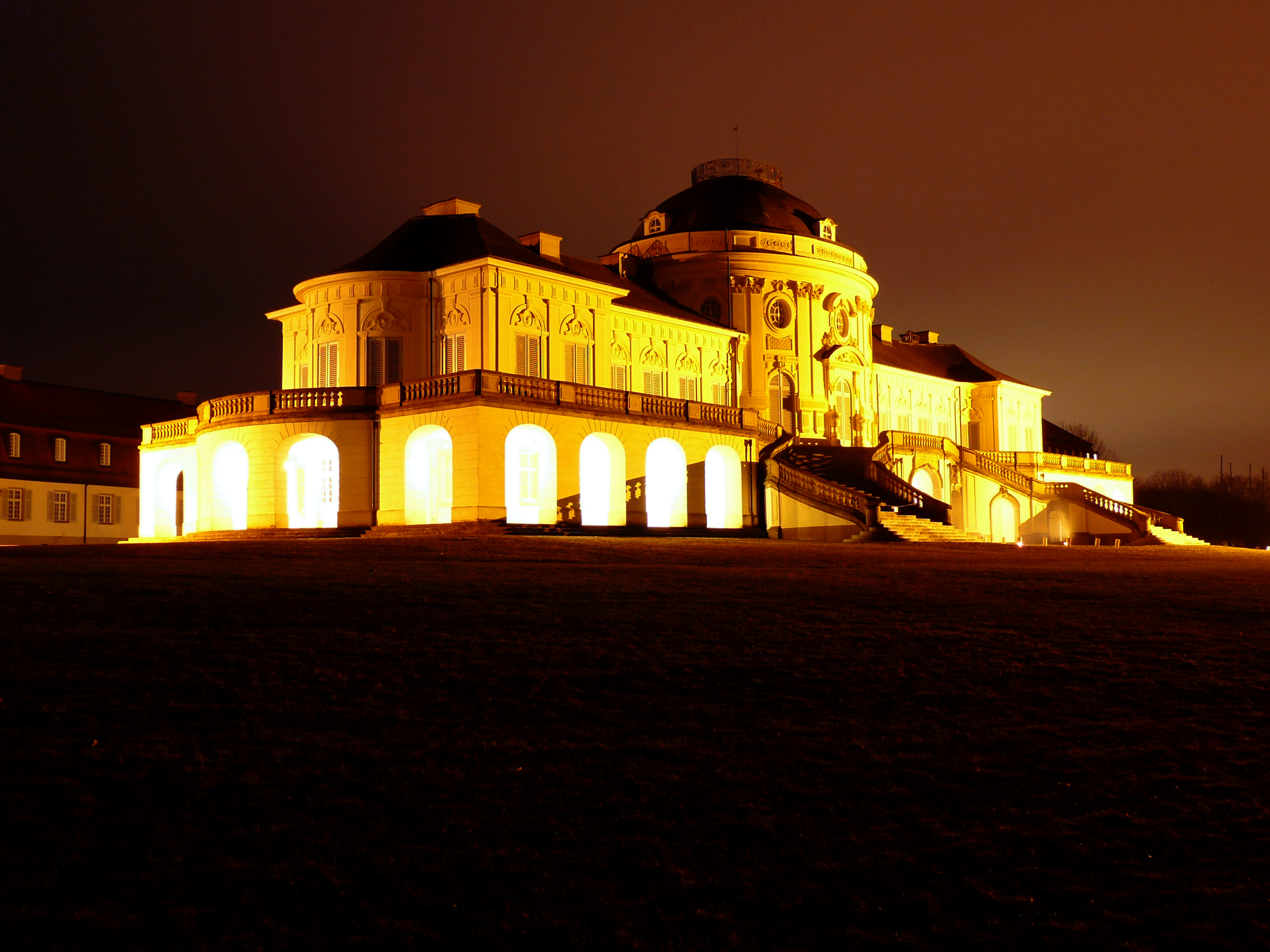
Schloss Solitude von Nordosten

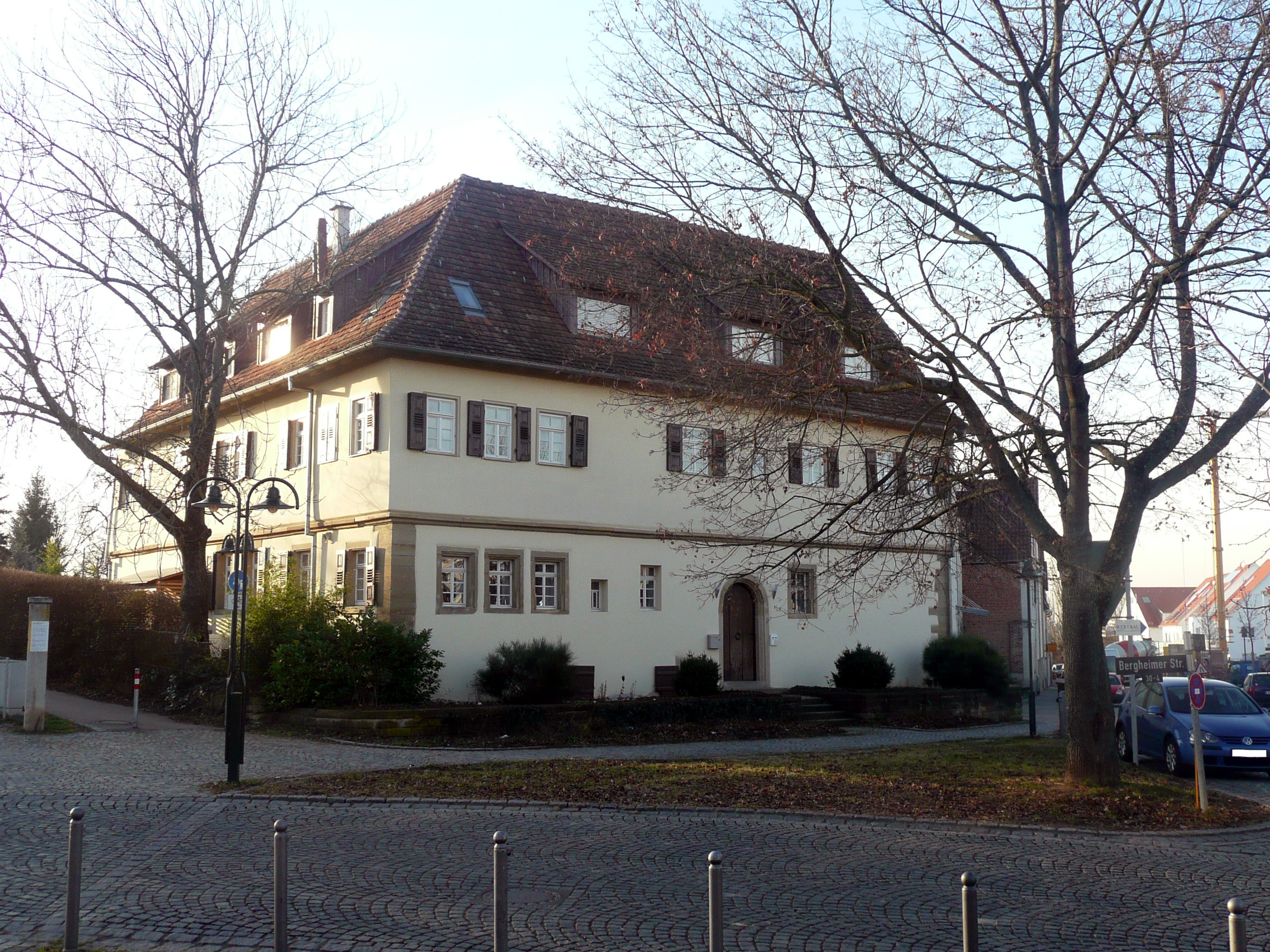
Die „Linde“

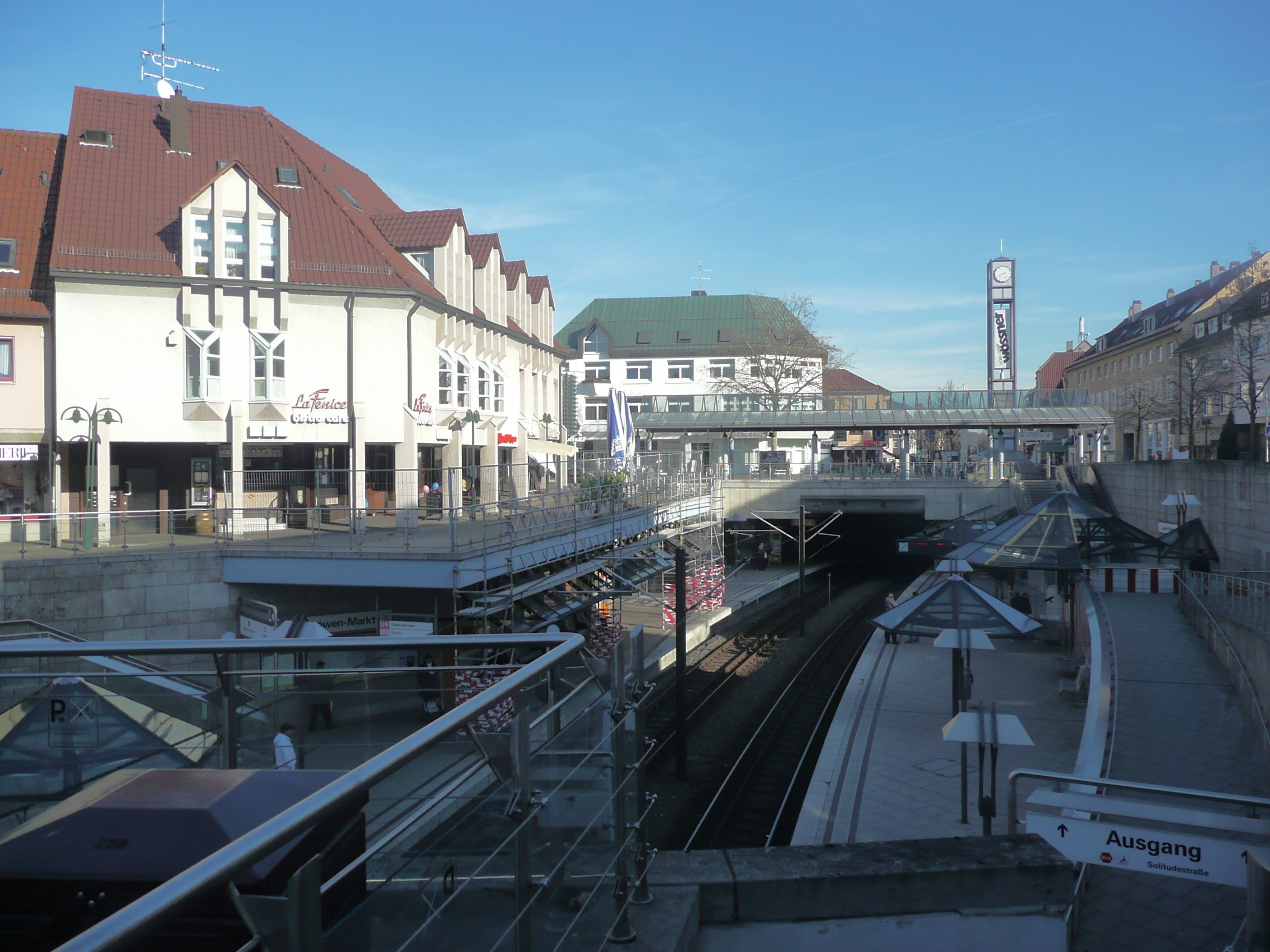
Der Hauptplatz Weilimdorfs: Der Löwen-Markt (mit Stadtbahnstation im Vordergrund)

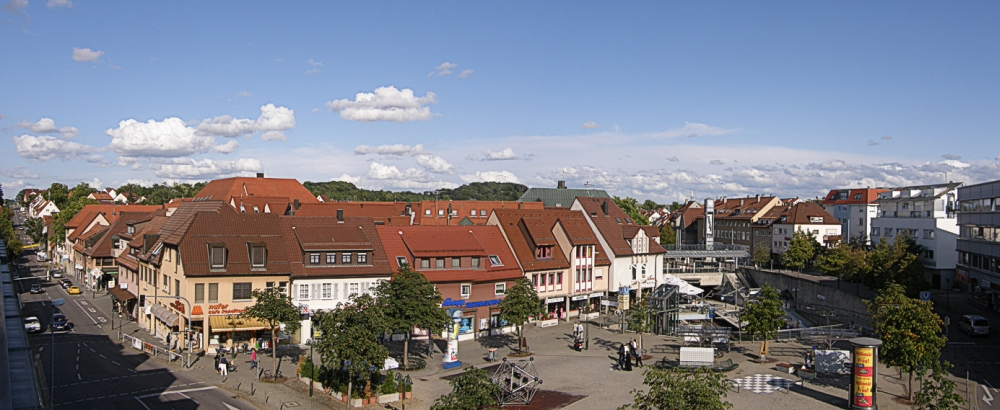
Der Löwen-Markt vom Westen gesehen

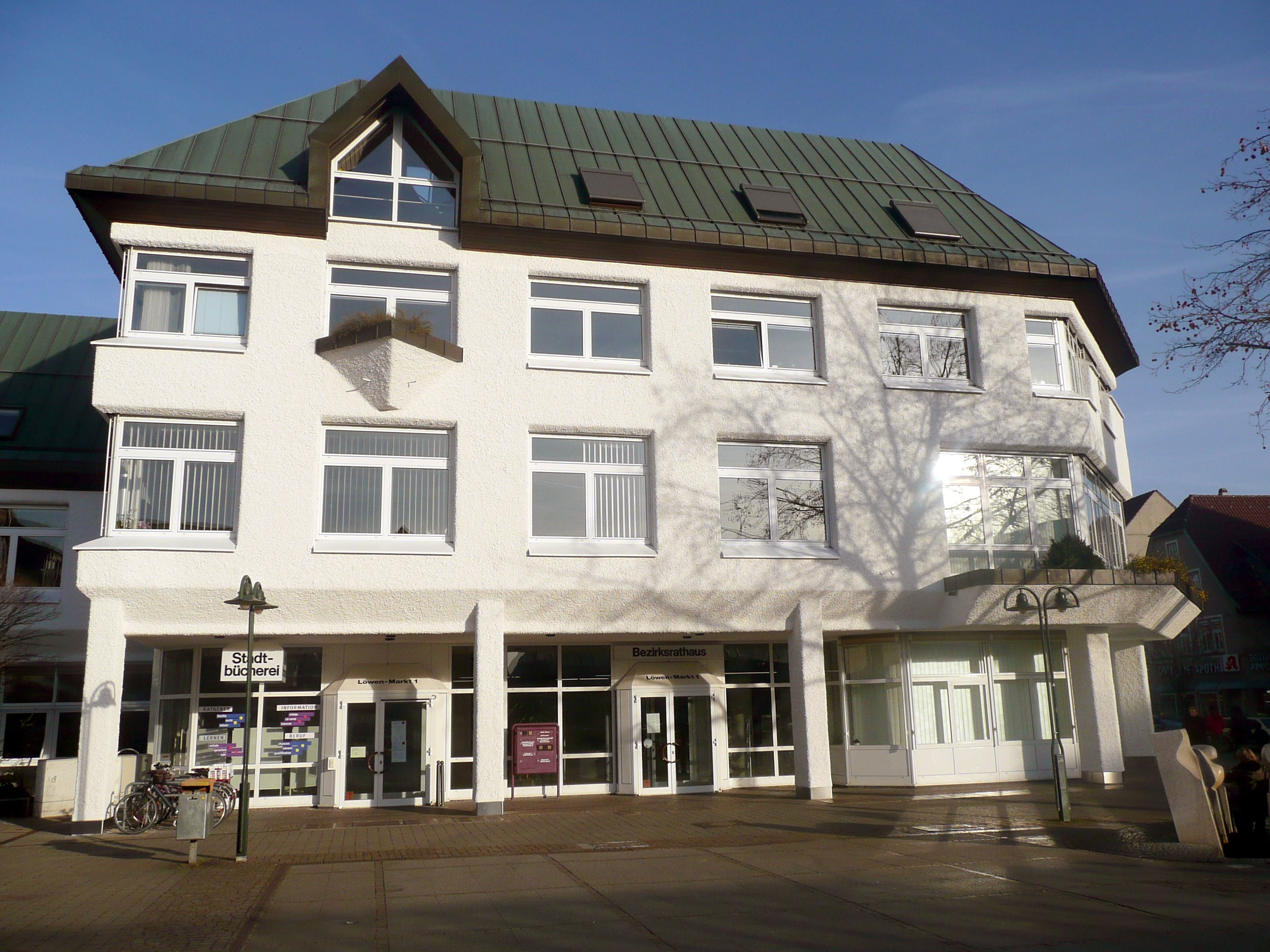
Bezirksrathaus Weilimdorfs

Weilimdorf (bis 1955 Weil im Dorf) ist ein Stadtbezirk im Nordwesten von Stuttgart. Er grenzt an die Stuttgarter Stadtbezirke Zuffenhausen, Feuerbach und Stuttgart-West sowie die Städte Gerlingen, Ditzingen und Korntal-Münchingen (alle drei Landkreis Ludwigsburg).

## Geographie
Weilimdorf liegt am südöstlichen Ende des Strohgäus und nordwestlich der Stuttgarter Innenstadt (genaue Lage: 48° 49′ 1″ N, 9° 6′ 40″ O – Oswaldkirche). Der Stadtbezirk umfasst eine Fläche von 1.258,5 Hektar, davon sind 29,4 % bebaut, 12,3 % werden von Verkehrsbauten in Anspruch genommen, 3,9 % sind Grünflächen und Spielplätze, auf 23,2 % steht Wald und 28,7 % werden landwirtschaftlich genutzt. Der Wald gliedert sich in den Fasanengarten, den Maierwald und Lemberg, den Föhrichwald sowie den Solitudewald. Höchste Erhebungen auf Weilimdorfer Markung sind der Grüne Heiner mit 395 m ü. NN, das Horn am Lemberg mit 380 m ü. NN und im Stammheimer Stellenrain nahe der „Alten Burg“ mit 443 m ü. NN. Tiefstgelegener Punkt ist die Stelle, an der der Lindenbach die Markungsgrenze Richtung Ditzingen verlässt (296 m ü. NN). Weitere Höhen (alle in Meter über dem Normalnull): Fasanengarten 338, Tachensee 312, Gehenbühl 332, Altes Schulhaus 311, Bergheim 349, Hausen 308 und Pfaffenäcker 332. Natürliche Gewässer sind der Tachensee, der Lindenbach (10 km), der Schnatzgraben/Rappach (5 km) und das Aischbächle (0,5 km). Der Schnatzgraben speist in Bergheim fünf kleine Seen und der Lindenbach den künstlich geschaffenen Lindenbachsee an der Goslarer Straße.

### Die Weilimdorfer Markung im Laufe der Zeit
Im Laufe der Jahre veränderte sich die Markungsgröße von Weilimdorf immer wieder. So gehörten Anfang des 18. Jahrhunderts noch 5817 Morgen (1817,81 ha) zur Gemeinde. Nach der Selbstständigkeit von Korntal mit 939 Morgen (293,44 ha) waren es 1848 noch 4.878 Morgen. Im Jahre 1861, als die Teilgemeinde Solitude gebildet wurde, nahm die Markung um weitere 905,75 Morgen (283,05 ha) ab und umfasste 1926 noch 3958 Morgen (1248 ha). Durch Flächentausch in den Gewanden Gschnaid, Auf dem Haus, Lotterberg, in den Greuttern sowie im Bereich zur Solitude hin gewann die Gemeinde wieder etwas Fläche hinzu.

#### Die Flächenverteilung 1848 und 2002
| Beschreibung 1848 | Fläche in Morgen | Fläche in ha |
| ----------------- | ---------------- | ------------ |
| Gebäude           | 20               | 6,25         |
| Gärten            | 71               | 22,19        |
| Äcker             | 2.247            | 702,19       |
| Weinberge         | 127              | 39,69        |
| Wiesen            | 490              | 153,13       |
| Wald              | 1.676            | 523,75       |
| Weide             | 38               | 11,88        |
| Öde               | 35               | 10,94        |
| Gewässer          | 15               | 4,69         |
| Straßen und Wege  | 159              | 49,69        |
| Gesamt:           | 4.878            | 1.524,40     |

| Beschreibung 2002 | Fläche in Morgen | Fläche in ha |
| ----------------- | ---------------- | ------------ |
| Gebäude           | 1.179,79         | 368,74       |
| Erholung          | 157,06           | 49,08        |
| Felder und Wiesen | 1.151,78         | 359,93       |
| Wald              | 930,28           | 290,71       |
| Straßen und Wege  | 487,29           | 152,28       |
| keine Angabe      | 120,83           | 37,76        |
| Gesamt:           | 4.027,20         | 1.258,50     |

## Stadtteile
Bergheim, genauer gesagt der Bergheimer Hof, stand schon immer auf Weilimdorfer Markung und gehörte zu Weilimdorf. 1304 wurde der Berg(k)heimer Hof erstmals als oberer und unterer Hof erwähnt. 1399 wurde erstmals die Nikolaikapelle auf dem Gelände des heutigen Bergheimer Hofes erwähnt. 1434 wurde der Bergheimer Hof an die Grafen Ludwig und Ulrich von Württemberg verkauft. 1560 wurde die Rothsche Scheuer auf den Grundmauern der ehemaligen Nikolaikapelle erbaut. Die Bogensteine und Bogenfenster („eingestürzt 1714, repariert 1714“) sind heute noch zu sehen. 1765 zählte der Bergheimer Hof 90 Einwohner. 1790 kam der Bergheimer Hof in den Besitz des Freiherrn Gottlieb Friedrich von Naso, einem früheren Husarenoberst auf der Solitude. 1848/49 wurde sein Enkel Dr. Friedrich Notter Eigentümer des Bergheimer Hofs. Er war Abgeordneter im Landtag und von 1871 bis 1874 Mitglied des Deutschen Reichstages. Mit ihm wurde der Bergheimer Hof zu einem „Musenhof“, den unter anderem Mörike, Freiligrath, Gerok und Schwab besuchten. Sein literarischer Nachlass kam an das Schillermuseum in Marbach. Er starb 1884 im sogenannten „Schlößle“, das er 1830 vom Erbauer der Wilhelma, Ludwig von Zanth, errichten ließ. Es wurde im Zweiten Weltkrieg völlig zerstört. An dieser Stelle wurde die Villa Ellner errichtet, in der heute die Diakonie Stetten ist. Ab 1953 wurde die Landsiedlung und der Giebel bebaut. Ab 1954 begann das Siedlungswerk der Diözese Rottenburg östlich der Solitudestraße die Bebauung, westlich der Solitudestraße das Evangelische Hilfswerk auf dem Gelände der herzoglichen Hofkammer. 1960 wurden die Engelbergschule und die Realschule Weilimdorf erbaut. 1971 startete das Gymnasium Stuttgart-Weilimdorf in den Pavillons, 1975 wurde das neuerbaute Gymnasium bezugsfertig und ab 1988 trägt es den Namen „Solitudegymnasium“. 1997 wurde der Gasthof Bergheim abgerissen. Heute befindet sich an dieser Stelle eine Seniorenwohnanlage. Die Diakonie Stetten bezog 2007 ihre Wohnanlage in der ehemaligen Villa Ellner.
Die Stadtteile Wolfbusch, Hausen und Giebel entstanden im 20. Jahrhundert und gehören ebenfalls zum Stadtbezirk Weilimdorf.

### Frühere Ortszugehörigkeiten

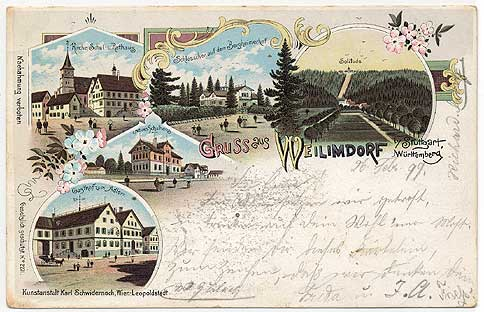
Weilimdorf 1899

Bis 1851 lag der Kornthaler Hof ebenso auf Weil im Dorfer Markung, bevor er ein eigenständiger Ort wurde und der Evangelischen Brüdergemeinde eine Heimat bot. Heute ist der ehemalige Hof Teil der Stadt Korntal-Münchingen im Kreis Ludwigsburg. Mit Bildung der Teilgemeinde Solitude musste die Gemeinde Weil im Dorf 283 Hektar abgeben. Im Jahr 1942 kam schließlich die Solitude vom Landkreis Leonberg zur Stadt Stuttgart. Sie ist mittlerweile ein Stadtteil von Stuttgart-West.

## Geschichte
Der Ortsname (mittelhochdeutsch Wile, neuhochdeutsch Weil) wurde zur Unterscheidung von anderen Orten in der Umgebung namens Weil wie Weil der Stadt oder Weil im Schönbuch um den Zusatz „im Glemsgau“ oder „das Dorf“ erweitert. Da Ortsnamen viel häufiger im Dativ als im Nominativ gebraucht werden, etwa „in Weil, dem Dorf“, erscheint seit dem 17. Jahrhundert die an die Mundart (ze Wil 'em Dorf) angelehnte Form Weil im Dorf.

### Von der Vorzeit bis zur ersten urkundlichen Erwähnung
Schon zur Hallstattzeit war die Weilimdorfer Gemarkung besiedelt. Hierbei handelte es sich vermutlich um Kelten, die Ackerbau und Viehzucht betrieben. Auf dem Horn bei Weilimdorf gab es eine keltische Fliehburg und im Stellenrain hoch über dem Lindental finden sich heute noch deutliche Zeichen eines Ringwalles. Die Kelten wurden aber noch vor Christi Geburt von den Sueben verdrängt. Anschließend besetzten Römer das verlassene Land und teilten es der Provinz Obergermanien zu. Spuren finden sich noch an der Steinstraße am östlichen Markungsrand, die einst eine Römerstraße war und im Jahre 1910 grub man eine römische Mauer im Gewann Blauäcker aus. Diese könnte von einem römischen Gutshof stammen und von jenem Gutshof ließe sich auch der Name Weilimdorfs ableiten: Weil = Villa = Landhaus. Im Jahre 260 jedoch hielt der Limes nicht mehr stand, und die Alemannen drängten die römischen Besatzer bis an den Rhein zurück. Die Alemannen und die Franken teilten sich nach einer Schlacht im Jahre 496 das Glemsgau. Die Ländereien links der Glems wurden fränkisch, die rechts der Glems, und damit auch die Markung Weilimdorfs, blieben weiterhin alemannisch. Von dieser alten Trennung zeugen noch heute im Nachbarort Ditzingen die zwei Kirchen links und rechts der Glems (Grenze Bistümer Speyer und Konstanz). Im Jahre 1075 erhält das Kloster Hirsau durch Graf Adalbert von Calw einige seiner Güter, darunter auch einige zu „Weyl“.

### Die Reformation
Die erste urkundliche Erwähnung Weilimdorfs stammt aus dem Jahr 1243. Darin wird „Weyl im Glemsgaw“ mit Kirche, Widdumhof und anderen Gütern an das Chorherrenstift zum Heiligen Martin in Sindelfingen übertragen. Durch einen weiteren Erlass bekam Sindelfingen auch das Vogtrecht zugesprochen. 1291 griff Graf Götz von Böblingen Weyl an und raubte 200 Malter Getreide. Als Folge davon befestigte die Gemeinde ihren Ort, besonders Kirche, Maier- und den Widdumhof, mit Mauern und Gräben. Im Jahre 1336 kam Weilimdorf durch Kauf an die Grafen von Württemberg und wurde dem Oberamt Leonberg zugewiesen. 1472 erbaute man die Oswaldkirche in ihrer heutigen Form. Durch die Gründung der ersten Universität in Württemberg in Tübingen kamen die Oswaldkirche und die zugehörigen Güter (samt Maier- und Widdumhof) zur Universität Tübingen. Diese ließ Weilimdorf durch einen Universitätspfleger verwalten. Noch bis 1914 hatte Tübingen zudem das Recht, den Pfarrer von Weilimdorf zu ernennen. Von der Zeit der Bauernkriege und des Armen Konrads ist nichts überliefert, jedoch von der beginnenden Reformation in Württemberg: In einem Brief vom 2. Oktober 1531 vermerkte der Universitätskanzler, dass die Einwohner von Weyl im Glemsgaw sich zum Luthertum hingezogen fühlten. 1533 enthob die Universität den letzten katholischen Pfarrer der Gemeinde seines Amtes, da er im Verdacht stand, den evangelischen Glauben zu verbreiten. Als 1547 die evangelischen Dekanate Leonberg und Cannstatt gebildet wurden, kam Weilimdorf zum letzteren. Der erste evangelische Pfarrer Samuel Isenmann legte auch das Taufbuch an. Die lutherische Lehre hatte sich gefestigt. Auch von der Gegenreformation blieb die Gemeinde unberührt.

### Das 16. Jahrhundert
In der zweiten Hälfte des 16. Jahrhunderts erfasste den Ort eine rege Bautätigkeit. Seit 1551 gab es in Weilimdorf eine Schule, in der anfangs nur Jungen im Winter unterrichtet wurden. In Württemberg erließ Herzog Christoph erst 1559 die erste Schulordnung. 1559 wurde ein neues Pfarrhaus errichtet und 1583 verlegte man den Friedhof von der Kirche an den Ort, auf der heute die Seelachschule steht. Herzog Ludwig von Württemberg unterstützte den Bau mit 60 Gulden. 1595 renovierte die Gemeinde ihren Kirchturm und bauten das erste Uhrwerk ein. In den Jahren von 1585 bis 1597 wütete die Pest mehrmals im Ort und raffte 387 Einwohner dahin. Gegen Ende des 16. Jahrhunderts zeigte sich Weilimdorf als wohlhabendes Dorf, das sich halbkreisförmig um die Kirche erstreckte und mit Zäunen, Hecken, Mauern und Gräben befestigt war. Von den Straßen die durch den Ort führten werden in der Chronik von 1926 die Allmandgasse (heutige Glemsgaustraße), die Bauerngasse (Ditzinger Straße) und die Gemeine Gasse (?) genannt.

### Das 17. Jahrhundert
Anfang des 17. Jahrhunderts brach nochmals die Pest über die Gemeinde herein. Es starben 58 Menschen. 1622, als der bayerische General Tilly in Württemberg einmarschieren wollte, rief Herzog Johann Friedrich die Menschen in den Oberämtern Leonberg und Vaihingen zu den Waffen. Im Zuge der Schlacht bei Ölbronn starben 500 Württemberger, darunter auch sieben Weilimdorfer. Truppendurchzüge von schwedischen, französischen und kaiserlich habsburgischen Armeen stürzten das Herzogtum und damit auch die Oberämter und Gemeinden in die Armut. Missernten (1626) und Pest dezimierten die Bevölkerung von Weilimdorf zusätzlich. So fielen zwischen 1625 und 1632 wieder 275 Menschen der Seuche zum Opfer. Nach der Schlacht bei Nördlingen 1634 besetzten die kaiserlichen Truppen das evangelische Württemberg und hielten es bis 1638 besetzt. Die Truppen hausten schlimm unter der Bevölkerung und beschlagnahmten Geld und Ernteerträge. Die Einwohner flohen in die Wälder aus Furcht vor Einquartierungen und weiteren Fronen. Zwischen 1635 und 1638 starben insgesamt 619 Menschen, darunter 60 an Hunger. Gegen Ende des Dreißigjährigen Krieges hatte das Oberamt Leonberg durch Truppeneinquartierungen insgesamt 52.919 Gulden aufgebracht. Nach dem Ende des Krieges im Jahre 1648 lag die Gemeinde in Schutt und Asche und die Felder und Weingärten waren unbestellt. Durch gute Ernten in den nachfolgenden Jahren kam die Ortschaft wieder zu Kräften. 1693: Um in Württemberg festgehaltene Franzosen zu befreien, bezogen französische Soldaten zwischen Oberriexingen und Gerlingen Stellung. Sie drohten damit, falls die Geiseln nicht freigelassen würden, Dörfer anzuzünden. Bevor die bemessene Zeit um war, brandten Weilimdorf und Fellbach. Außerdem wurde die Kirche geplündert und die Franzosen nahmen sowohl die Rathaus- als auch die Kirchenglocke mit. Auch in den nachfolgenden Jahren waren weiterhin von Einquartierungen, Sachlieferungen und Plünderungen geprägt. Während des Spanischen Erbfolgekrieges (1701–1714) ging es damit weiter.

### Das 18. Jahrhundert
Im Jahre 1707 richteten die französischen Truppen große Schäden an (über 1.943 Gulden). Durch die württembergische Landschaft entschädigte die Gemeinde mit 406 Gulden und 31 Kreuzern dafür. Um die Jahrhundertwende entstanden auch wieder neue Ortsstraßen: Die „Krumme Gasse“, die „Schmale Gasse“ (heute Dachtlerstraße) und das „Keimengäßle“, das sich in das „Hirschgäßle“ (Kimmichstraße) und das „Webergäßle“ (Spießgasse) aufteilt. Im August 1710 kam Markus Hellwag als neuer Universitätspfleger nach Weilimdorf. Dieser erbaute 1716 die „Linde“, ein herrschaftliches Haus, außerhalb des eigentlichen Dorfes an der heutigen Ditzinger Straße. Im Jahre 1718 kam Weilimdorf durch den Bau Ludwigsburgs und der Einrichtung des gleichnamigen Oberamtes vom Oberamt Leonberg zum Oberamt Cannstatt. Während des Polnischen Erbfolgekrieges, des Österreichischen Erbfolgekrieges und des Siebenjährigen Krieges musste die Bevölkerung immer wieder unter den Truppendurchmärschen und Einquartierungen leiden. Erst 1763 kehrte Ruhe ein. Allerdings fuhren die Weilimdorfer Bauern Fronen für Herzog Carl Eugen, der in der Zeit von 1763 bis 1767 das Schloss Solitude oberhalb der Gemeinde teilweise auf deren Markung errichten ließ. In der Folge des Schlossbaus wurde eine Chaussee zwischen Schloss Solitude über Weilimdorf, Korntal, Stammheim, Kornwestheim nach Ludwigsburg in schnurgerader Ausführung gebaut. Die heutige Solitudestraße diente während der Landesvermessung von Württemberg Mitte des 19. Jahrhunderts als Grundlage. Die Bautätigkeit des Herzogs erfasste auch den Ort. So entstand als erster Haus an der Solitudestraße das „Gasthaus zum Ritter Georg“, in der auch Pferde zum Wechseln abgestellt wurden. Auch brach man das Alte Schulhaus ab und errichtete dafür für 1.500 Gulden einen Neubau. Am 17. August 1797 wüteten Flammen im Dorf. Es brannten die Zehntscheuer, einige Wohnhäuser und Scheunen nieder. Soldaten, die in dieser Zeit einquartiert waren, halfen beim Löschen mit und verhinderten so ein Übergreifen der Flammen auf die Kirche. Die Zehntscheuer wurde bereits 1798 wieder erbaut.

### Das 19. Jahrhundert
Durch die Napoleonischen Kriege und den damit verbundenen Truppendurchzügen wurden die Felder vernachlässigt, so dass es 1816 zur Not kam. Um dieser Hungersnot entgegenzuwirken, gründete der Pfarrer und der Ortsvorsteher 1817 einen Wohltätigkeitsverein. Durch diesen wurden 434 Gulden und 17 Kreuzer an Naturalien eingesammelt und an die Bedürftigen ausgegeben. Es folgten weitere Engpässe bei der Nahrungsmittelversorgung durch Hagelschäden in den Jahren 1837, 1838 und durch eine Dürreperiode 1847. Als Folge davon setzte die Armenfürsorge der Gemeinde wieder ein. Von der Revolution 1848 ist wenig bekannt. Einige der Bürger zählten zu den Anhängern von Friedrich Hecker andere rüsteten sich zum Kampf gegen die Revolutionisten und Franzosen. Das 19. Jahrhundert brachte viele Erleichterungen für die Einwohner mit sich. So wurde 1818 die Leibeigenschaft abgeschafft, 1836 das Ende der Frondienste verkündet und 1849 Geldabgaben anstatt des Zehnten eingeführt. So ergab es sich, dass die Landwirtschaft wieder erblühte. Im Jahre 1850 zählte man in Weil im Dorf 596 Rinder, 42 Pferde, 238 Schweine, 79 Ziegen und 84 Bienenvölker. An Gebäuden waren 212 Häuser und 184 Scheunen und andere Nebengebäude vorhanden. Einige Häuser, die von der Solitude abgetragen wurden, entstanden in Weil im Dorf neu. Auch die Bergheimer Straße entstand 1849. Nach neuen Missjahren von 1852 bis 1854 wanderten 62 Bürger aus. Weitere 24 folgten. Durch die Erleichterungen den Herrschaften gegenüber, stieg der Wohlstand und im Ort wurde vieles erneuert und neu gebaut. Durch die gestiegene Anzahl an Schülern war es nötig die Schule zu erweitern und eine weitere Lehrstelle einzurichten. 1851 bekam der Ort eine Handarbeitsschule für Mädchen und 1865 eine Kleinkinderschule. Auch stieg die Bevölkerung weiter an, so dass der Friedhof mehr Platz benötigte und 1869 ins Gewand „Hipplen“ verlegt werden musste.

### Das 20. Jahrhundert
1929 schlossen sich Weil im Dorf, Oberamtsbezirk Leonberg (Württemberg), und die benachbarte Stadt Feuerbach, die zum Oberamt Stuttgart-Amt gehörte, zur neuen Stadt Feuerbach-Weil im Dorf zusammen, doch erfolgte bereits am 1. Mai 1933 die Eingemeindung der vergrößerten Stadt Feuerbach-Weil im Dorf nach Stuttgart.
Danach wurden Feuerbach und Weil im Dorf als Stadtteile geführt.
Im Zweiten Weltkrieg wurde Weil im Dorf durch schwere Luftangriffe getroffen. Nur neun Monate vor dem Kriegsende forderte der Luftkrieg im Juli 1944 die ersten elf Opfer unter der Weilimdorfer Zivilbevölkerung. Während die Westfront näher rückte und damit das Ende des Krieges absehbar war, gab es im Oktober 1944 weitere 16 Opfer. Am 28. Januar 1945 griffen 353 britische Bomber kurz vor Mitternacht Stuttgart an. Weilimdorf war dabei ein Schwerpunkt des Angriffs. Für Weilimdorf war es die schwerste Bombennacht des gesamten Krieges, die auch am meisten Todesopfer forderte. Unter den Toten waren überwiegend Frauen und Kinder. Auf dem Alten Friedhof erinnert das Gräberfeld „Fliegeropfer 1944–1945“ an die Toten des Luftkriegs in Weilimdorf. Auf den zehn Grabplatten werden 44 Namen genannt. Tatsächlich waren wesentlich mehr Opfer zu beklagen. 103 Menschen wurden in Weilimdorf Opfer des Bombenkriegs, darunter waren 44 Zwangsarbeiter. Auf den Schlachtfeldern des Zweiten Weltkriegs verloren 241 Weilimdorfer als Soldaten ihr Leben.
1955 wurde die Schreibweise „Weilimdorf“ durch die Landesregierung festgelegt.
Bei der Einteilung der Stadt Stuttgart in Stadtbezirke im Jahre 1956 wurde der Stadtteil Weilimdorf mit dem 1940–1955 ausgebauten Stadtteil Bergheim, dem ab 1953 entstandenen Stadtteil Giebel, dem ab 1948 entstandenen Stadtteil Hausen und dem 1932–1934 beziehungsweise 1950/51 erbauten Stadtteil Wolfbusch zum Stadtbezirk Weilimdorf vereinigt. Bei der Neugliederung der Stuttgarter Stadtteile zum 1. Januar 2001 wurde vom Stadtteil Weilimdorf ein weiterer Stadtteil Weilimdorf-Nord abgetrennt. Seither gliedert sich der Stadtbezirk Weilimdorf in sechs Stadtteile.

## Bevölkerung
Die Weilimdorfer Bevölkerungsentwicklung dargestellt anhand von verschiedenen Daten. Erst ab 1786 gab es regelmäßige Volkszählungen. Zwischen 1350 und 1786 lag die Bevölkerungszahl von Weilimdorf zwischen 400 und 900 Einwohner. Nach dem Ende des Dreißigjährigen Krieges verlor Weil im Dorf fast seine ganze Einwohnerschaft. Mit dem wirtschaftlichen Aufschwung im 19. Jahrhundert und der Eingemeindung nach Stuttgart wurde die Gemeinde immer größer. Nach dem Ende des Zweiten Weltkrieges und der Schaffung der neueren Wohngebiete Wolfbusch, Bergheim, Hausen und Giebel nahm die Bevölkerung weiter zu und liegt derzeit bei fast 32.000.

### Einwohnerstatistik
| Jahr | Einwohner |
| ---- | --------- |
| 1350 | 260       |
| 1653 | 259       |
| 1786 | 983       |
| 1858 | 1.375     |
| 1910 | 2.709     |

| Jahr | Einwohner |
| ---- | --------- |
| 1936 | 6.000     |
| 1970 | 29.106    |
| 1980 | 26.855    |
| 1990 | 29.594    |
| 2000 | 30.262    |

| Jahr | Einwohner |
| ---- | --------- |
| 2010 | 30.739    |
| 2019 | 31.982    |

### Konfessionsstatistik
Die Zahl der Protestanten in Stuttgart sinkt kontinuierlich. Ende 2019 hatte Weilimdorf 31.982 Einwohner, davon 23 % Katholiken und 23 % Protestanten. Eine Mehrheit von 54 % hatte entweder eine andere oder gar keine Religionszugehörigkeit.

## Politik und Verwaltung
Weilimdorf ist seit 1933 ein Teil der Stadt Stuttgart. Die Bürger wählen seitdem keinen eigenen Gemeinderat mehr, sondern beteiligen sich an der Gemeinderatswahl in Stuttgart. Auch ein Bürgermeister wird seitdem nicht mehr gewählt. An der Spitze des Stadtbezirks steht daher einer vom Oberbürgermeister ernannter Bezirksvorsteher. Dies ist derzeit Julian Schahl. Der Bezirksvorsteher steht dem Bezirksbeirat vor.
Dem Bezirksbeirat Weilimdorf gehören auf Grund der Einwohnerzahl des Stadtbezirks 16 ordentliche und ebenso viele stellvertretende Mitglieder an. Seit der letzten Kommunalwahl 2024 gilt folgende Sitzverteilung:
- CDU: 5
- Bündnis 90/Die Grünen: 3
- SPD: 2
- AfD: 2
- Freie Wähler: 2
- FDP: 1
- Die Linke: 1

Neben dem Bezirksbeirat gibt es in Weilimdorf auch einen Jugendrat, der von Jugendlichen im Alter zwischen 14 und 18 Jahren gewählt wird und sich für deren Interessen einsetzt.
Weilimdorf ist Sitz zahlreicher Einrichtungen der Landeshauptstadt: Das Bezirksamt mit dem Bürgerbüro, den sozialen Diensten, dem Standesamt, dem Jugendamt und weiteren Ämtern. Im Bezirksrathaus befindet sich auch die Stadtteilbücherei Weilimdorf der Stadtbibliothek Stuttgart. In der Bücherei wird den Benutzern eine Auswahl von zirka 30.000 Büchern und 15.000 anderen Medien zur Verfügung gestellt.
Die Freiwillige Feuerwehr Weilimdorf als Abteilung der FF Stuttgart ist zusammen mit der Wache 4 der Berufsfeuerwehr für den Brandschutz des Stadtbezirks zuständig. Im Jahre 2008 zog die Abteilung aus dem alten Magazin in ihr neues Domizil in der unteren Glemsgaustraße.
Darüber hinaus gibt es zwei Bereitschaften des Deutschen Roten Kreuzes im Stadtbezirk: Die Bereitschaften 12 (Weilimdorf) und 13 (Giebel). Sie leisten durch ihre ehrenamtliche Arbeit einen Beitrag zum Zivil- und Katastrophenschutz, beispielsweise durch die Schnelleinsatzgruppe Giebel des DRK Stuttgart.
Des Weiteren war Weilimdorf Dienstsitz des Polizeireviers Weilimdorf des Polizeipräsidiums Stuttgart. Im Zuge der Einsparungen bei der baden-württembergischen Polizei und damit auch bei der Polizei Stuttgart wurde im Jahre 2009 die Revierstruktur in Stuttgart geändert. Davon war auch das Revier Weilimdorf betroffen, das nunmehr als Polizeiposten Weilimdorf eine Außenstelle des Polizeireviers 8 Kärntner Straße ist.
Zuständiges Amtsgericht für den Stadtbezirk ist das Amtsgericht Stuttgart-Bad Cannstatt im Landgerichtsbezirk Stuttgart im Oberlandesgerichtsbezirk Stuttgart.
Zudem ist Weilimdorf Sitz des königlich thailändischen Honorarkonsulats Stuttgart.

### Wappen
| Wappen von Weilimdorf | Blasonierung: „In geteiltem Schild oben in Rot eine goldene Kirche zwischen zwei goldenen Häusern (Dorf), unten in Gold eine dreilatzige rote Fahne.“ |
| Wappen von Weilimdorf | Wappenbegründung: Das obige Wappen wurde 1912 eingeführt. Zuvor verwendete der Dorfrat ein einfaches W in seinen Siegeln. Das heutige Wappen zeigt im oberen Teil ein Dorf als redendes Element für die Silbe „-dorf“. Der untere Teil zeigt das Wappen der Pfalzgrafen von Tübingen; Weilimdorf wurde 1308 von diesen an Württemberg verkauft. Es symbolisiert die enge Zugehörigkeit zum Chorherrenstift in Sindelfingen, später zur Universität Tübingen. Das obere Feld zeigt die Kirche mitten im Dorf. Das Wappen bekam seine heutige Form erst nach dem Zweiten Weltkrieg. Da die Gemeinde 1912 die Farben nicht richtig angab, sind mehrere Wappenbilder mit unterschiedlichen Farben im oberen Teil bekannt. Die Gemeinde selbst verwendete die oben genannten Farben. |

## Kirchen

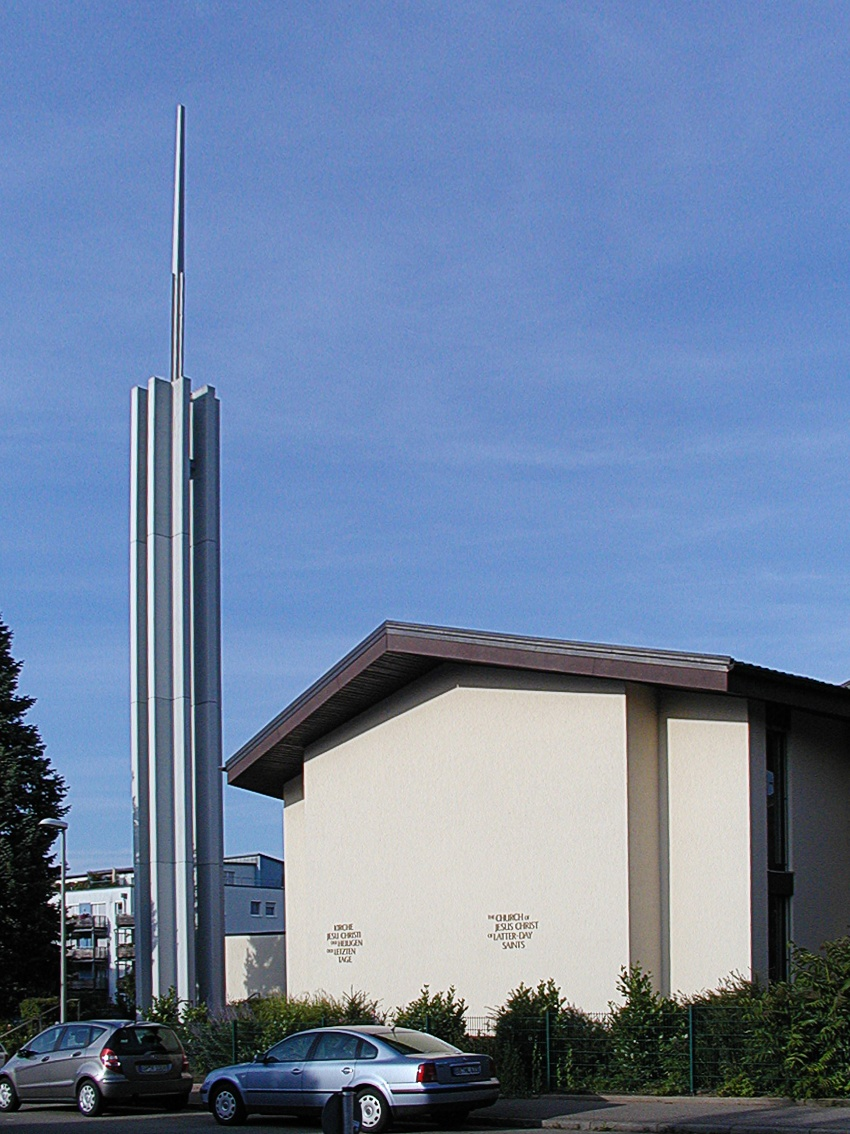
Die Kirche Jesu Christi der Heiligen der Letzten Tage (Mormonen)

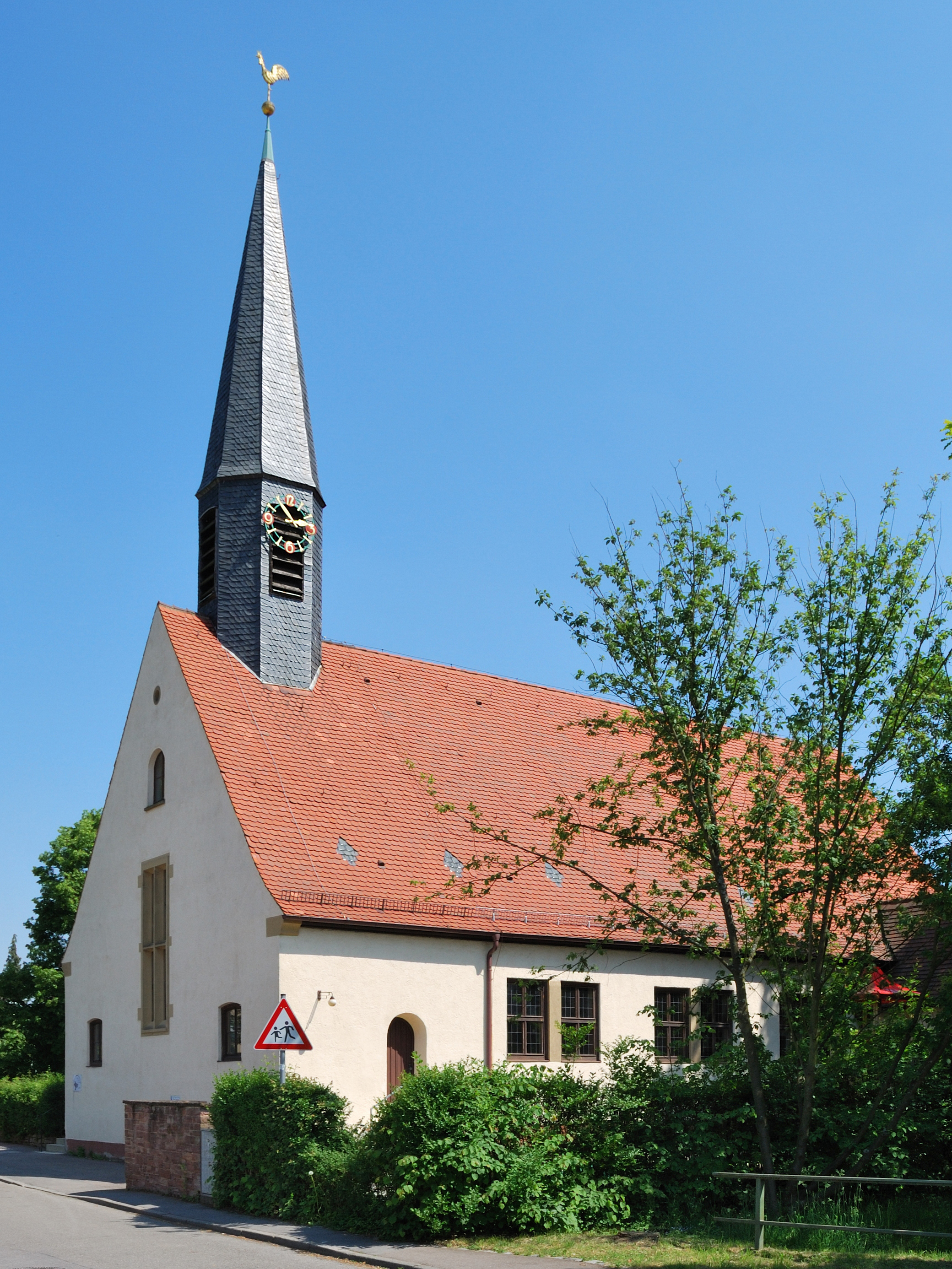
Die ev. Kirche im Wolfbusch

Seit 1549, als der erste evangelische Pfarrer sein Amt aufnahm, war in Weilimdorf die evangelische Kirche dominierend. Erst durch den Zuzug der Volksdeutschen und anderen Vertriebenen sowie den Gastarbeitern Anfang 1960 kam die Katholische Kirche zu ihrer heutigen Bedeutung. Ab 1858 versammelten sich auch die Angehörigen der Evangelisch-methodistischen Kirche, die ab 1922 auch ein Gemeindehaus besaßen. Seit 1919 halten auch die Gläubigen der Neuapostolischen Kirche in Weilimdorf Gottesdienste ab. Seit 1981 hat auch die Kirche Jesu Christi der Heiligen der Letzten Tage (Mormonen) ein Gemeindehaus an der Deidesheimer Straße.

### Evangelische Kirche
Lange Zeit stand die Oswaldkirche als einzige Kirche im Ort. Erst nachdem die Aufsiedlung der Weilimdorfer Gemarkung ab 1935 begann, entstanden nach und nach neue Kirchengemeinden und neue Kirchen. Diese wiederum schlossen sich zur „Evangelischen Gesamtkirchengemeinde Weilimdorf“ zusammen. Diese besteht heute aus den Kirchengemeinden Oswald, Dietrich-Bonhoeffer, Wolfbusch und Stephanus.

#### Oswaldkirche
Die Oswaldkirche existierte am heutigen Standort bereits als Kirche in einfacher Holzbauweise aus dem 8./9. Jahrhundert. Die denkmalgeschützte Oswaldkirche in ihrer heutigen Form entstand um das Jahr 1472. Damals wurde das Kirchenschiff an den Turm angebaut, der in den Jahren zwischen 1131 und 1181 errichtet wurde. Erste urkundliche Erwähnung fand der Bau 1243 als Kirche in Weil im Glemsgau. Zum Schutzpatron bestimmte die Kirche den Heiligen Oswald.
Heute besteht die Gemeinde aus zwei Pfarrbezirken. Die Oswaldkirchengemeinde unterhält einen Kindergarten, ein Gemeindehaus an der Ludmannstraße und den Greuttersaal, in dem Gottesdienste abgehalten werden.
Der zur Oswaldgemeinde gehörende Kindergarten wurde im Juli 2007 abgerissen und durch einen zweckmäßigen Neubau ersetzt.

#### Wolfbuschkirche
Die Wolfbuschkirche entstand zusammen mit der Wolfbuschsiedlung 1938. Im Zweiten Weltkrieg wurde die Kirche stark beschädigt und konnte erst nach einer Renovierung im Jahr 1947 wieder in Betrieb genommen werden.
Im Jahr 1966 löste sich die Wolfbuschgemeinde von der Oswaldgemeinde und wurde selbstständig.
Sie unterhält heute ein Pfarramt, ein Gemeindehaus am Gemsenweg und einen Kindergarten neben der Kirche.

#### Stephanuskirche

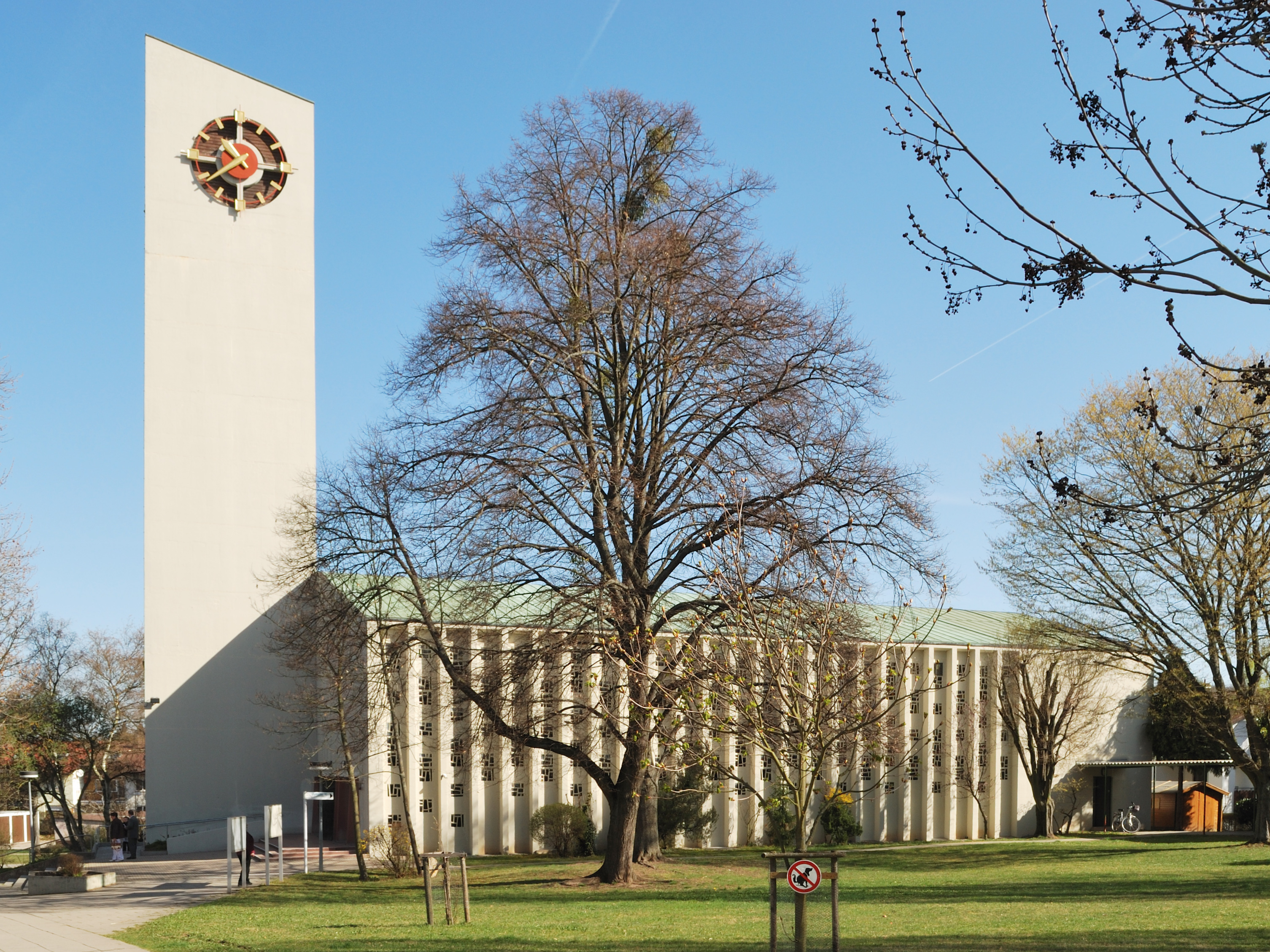
Die Stephanuskirche

Die Stephanuskirche wurde mit der Entstehung des Stadtteils Giebel eingerichtet. Seit 1956 gibt es das erste Pfarramt. Ein Jahr später kam das zweite hinzu. Aber erst 1958 wurde die Kirche selbst eingeweiht. Die Gemeinde ist in der Giebelstraße ansässig, auf deren Areal neben der Kirche, auch das Gemeindehaus, der Kindergarten und die Diakoniestation liegen. Die Jakobuskirche in Hausen gehört ebenfalls zur Stephanuskirchengemeinde.

#### Dietrich-Bonhoeffer-Gemeindezentrum
Mit der Aufsiedlung der „Pfaffenäcker“ ab 1979 war auch eine Kirche nötig. Das Gemeindezentrum an der Wormser Straße besteht neben der Kirche auch aus den zwei Pfarrämtern, dem Kindergarten und dem Gemeindesaal.

#### Einrichtungen der Gesamtkirchengemeinde
Seit 1904 besteht eine Diakoniestation, die sich 2005 mit der Station der Kirchengemeinde aus Feuerbach zur neuen Diakoniestation Im Stuttgarter Norden gGmbH zusammenschloss. Die Verwaltung der gemeinsamen Diakoniestation hatte ihren Sitz im Hause des Pflegebereiches Weilimdorf in der Giebelstraße in Weilimdorf. Seit 2010 gehört die Diakoniestation Im Stuttgarter Norden gGmbH zur Diakoniestation Evangelischer Kirchenkreis Stuttgart, welche wiederum seit dem Jahre 2011 Teil der neuen Diakoniestation Stuttgart ist. Die Pflegebereiche Weilimdorf und Feuerbach sind inzwischen fusioniert. Sitz ist in Feuerbach, Föhrichstr. 1. Der Weilimdorfer Pflegebereich wird auch heute noch vom Evangelischen Krankenpflegeverein unterstützt. Des Weiteren unterhält die Evangelische Kirche in Weilimdorf die Kirchenpflege in der Ludmannstraße, das Kirchenregisteramt und das Waldheim im Lindental.

### Katholische Kirche

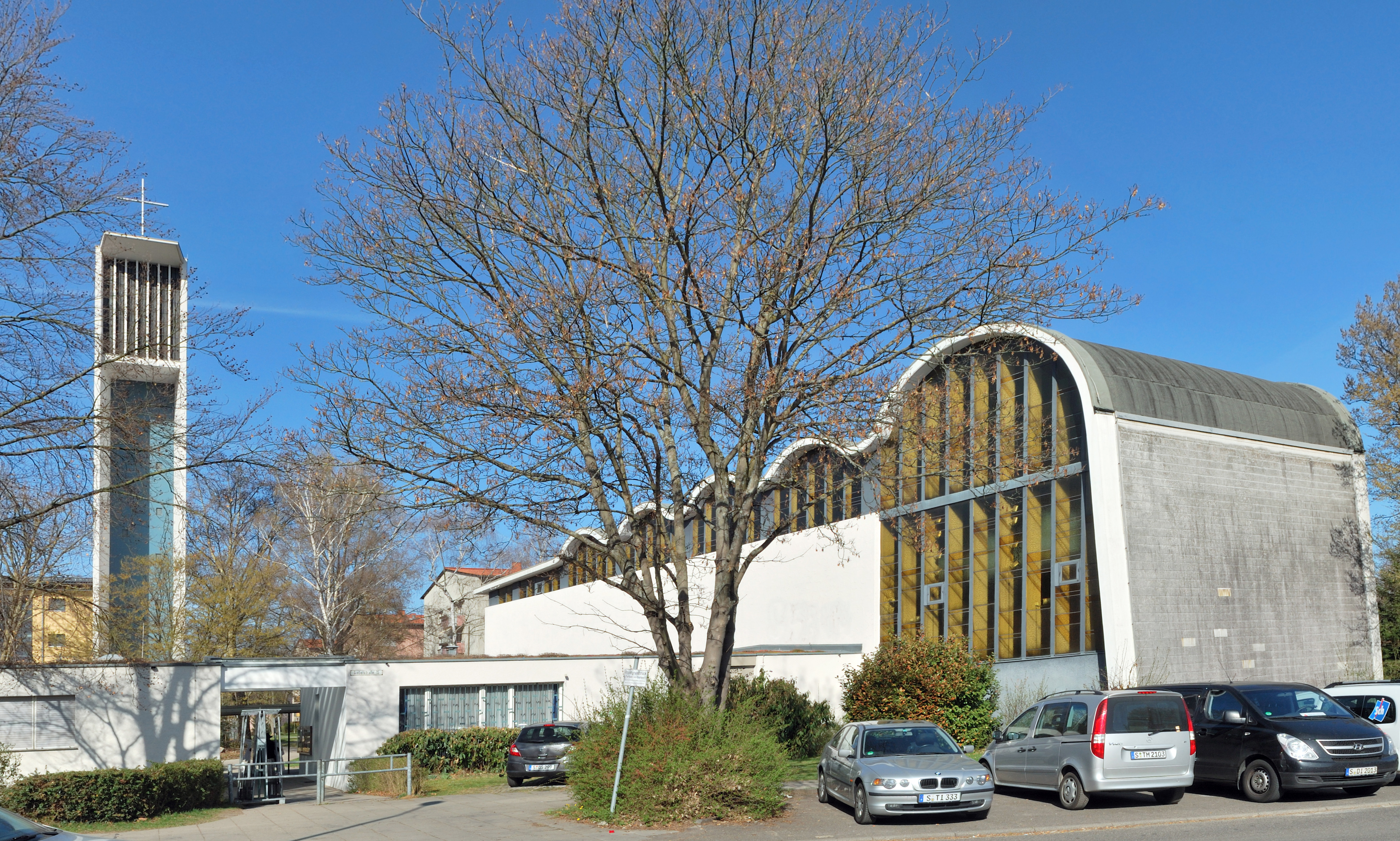
Die Salvatorkirche

#### Sankt Theresia vom Kinde Jesu
1952 begann die Kirchengemeinde mit dem Bau ihrer Kirche an der Rastatter Straße, Weihnachten 1952 der erste Gottesdienst abgehalten und am 3. Mai 1953 schließlich geweiht. Zur Gemeinde gehören auch ein Kindergarten, ein Krankenpflegeverein und ein Gemeindehaus.
Seit 1978 beteiligt sich die Gemeinde an der Sternsingeraktion des Kindermissionswerks.

#### Salvator
Die Kirche entstand in den Jahren 1956 und 1957. Das Wellendach des Kirchenschiffs ist einmalig. 1970 bekam die Kirche noch eine Orgel. Der Diözesankonservator Wolfgang Urban hat im Jahr 2008 die Pfarrkirche Salvator gewürdigt.
Die Salvatorgemeinde besitzt einen Kindergarten und ein Gemeindehaus in unmittelbarer Nähe zur Kirche sowie einen weiteren Kindergarten in Bergheim.

## Wirtschaft und Infrastruktur

### Wirtschaft

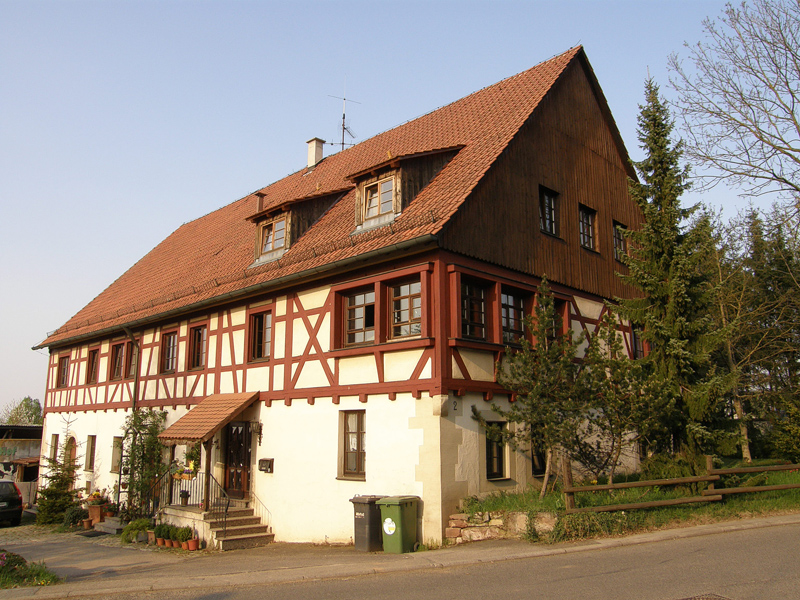
Ein Gebäude des Bergheimer Hofs

Weilimdorf ist der zweitgrößte Wirtschaftsstandort in der Landeshauptstadt. Es hat einen Flächenanteil von derzeit 132 ha. Im Gewerbegebiet sind 20.000 Menschen in 259 Betrieben beschäftigt. Dabei sind namhafte Unternehmen wie die M+W-Gruppe, Godel-Beton, Siemens, Porsche, Vector Informatik, der Pharmagroßhändler Andreae-Noris Zahn und der Dachsystemhersteller Paul Bauder im Industriegebiet angesiedelt. Die Straßen des Industriegebiets wurden nach westlich der Landeshauptstadt gelegenen Ortschaften wie Rutesheim, Mönsheim oder Friolzheim benannt. Trotz der umfangreichen Besiedelung der Weilimdorfer Markung bestehen noch landwirtschaftliche Betriebe im Haupterwerb. So ist etwa der Bergheimer Hof einer der wenigen Betriebe in Deutschland, der Vorzugsmilch erzeugt.

### Verkehr

#### Fernstraßen
Weilimdorf liegt nahe der Autobahn A 81 (Heilbronn–Stuttgart–Gottmadingen (bei Singen)) und dem Dreieck Leonberg, wo diese mit der A 8 (Karlsruhe–Stuttgart–Ulm–München) zusammentrifft. Des Weiteren führt die B 295 (Stuttgart–Leonberg–Calw) um den Ort herum. Von Bedeutung ist außerdem die für den LKW-Verkehr gesperrte Bergheimer Steige, als kürzeste Verbindung von Weilimdorf nach Leonberg, auf die Fildern und zum Flughafen Stuttgart.

#### Bahn- und Busverkehr
Seit 1926 ist Weilimdorf an den öffentlichen Personennahverkehr angeschlossen. Zuvor gab es nur den Reichsbahnhof Korntal-Weil im Dorf an der Schwarzwaldbahn. Die Städtische Straßenbahn Feuerbach führte damals vom Reichsbahnhof Feuerbach über Weilimdorf nach Gerlingen. Mit der Eingemeindung der Stadt Feuerbach-Weil im Dorf 1933 wurde diese dann in die Straßenbahn Stuttgart integriert. Im Jahr 1992 wurde die Strecke mit Aufnahme der Linie U6 auf Stadtbahnbetrieb umgestellt. 1997 fuhr mit der Umstellung der Linie 13 auf Stadtbahn der letzte GT4 nach Weilimdorf. Mit dem Zuwachs des Industriegebietes bekam der Stadtbezirk am Mittleren Pfad im Dezember 1988 eine eigene S-Bahn-Haltestelle an der S6. Diese ist in der Preisklasse 4 der Deutschen Bahn AG als hochfrequentierter Nahverkehrshalt geführt. Außerdem verbindet die vom Privatunternehmen Seitter im Auftrag der SSB bediente Buslinie 90 Korntal mit Weilimdorf, Industriegebiet, Bahnhof, Hausen und Giebel. An Wochenenden und vor Feiertagen besteht mit der Nachtbuslinie N3 eine Verbindung in die Stuttgarter Innenstadt.
- Gerlingen – Weilimdorf – Hauptbahnhof – Degerloch – Möhringen – Flughafen/Messe
- Giebel – Weilimdorf – Bad Cannstatt – Fellbach (in der Hauptverkehrszeit)
- S 6 Weil der Stadt – Leonberg – Weilimdorf – Zuffenhausen – Nordbahnhof – Hauptbahnhof – Schwabstraße
- S 60 Schwabstraße – Hauptbahnhof – Nordbahnhof – Zuffenhausen – Weilimdorf – Leonberg – Renningen – Böblingen
- S 62 Weil der Stadt – Leonberg – Ditzingen – Weilimdorf – Korntal – Zuffenhausen (Fahrt nur mit diesen Halten; nur in Stoßzeiten)[16]
- Buslinie 90: (Borkumstraße/Neuwirtshaussiedlung –) Korntal – Weilimdorf – Industriegebiet – Bahnhof – Hausen – Giebel
- Nachtbuslinie N3: Nachtbus Schlossplatz – Hauptbahnhof – Feuerbach – Weilimdorf – Gerlingen (Fr./Sa./So. Nacht)

#### Radverkehr
Vom Pragsattel über Feuerbach kommend nach Weilimdorf zum Löwenmarkt und künftig weiter Richtung Gerlingen verläuft die Hauptradroute (HRR) 6. Am Löwenmarkt zweigt die HRR 26 nach Ditzingen ab. Die beschilderte Route zwischen Feuerbach und Ditzingen gehört auch zum Radnetz Baden-Württemberg. Längerfristig ist an der Strecke von Stuttgart-Mitte über Weilimdorf nach Ditzingen eine Radschnellverbindung vorgesehen.
Außerdem zweigt am Löwenmarkt die noch nicht beschilderte Hauptradroute zweiter Ordnung HRR 25 nach Korntal ab.
Als Freizeitroute führt die beschilderte Rundstrecke Radel-Thon durch Weilimdorf. Er führt vom Lemberg zum Schützenhausweg und weiter durch das Lindental in den Rot- und Schwarzwildpark.

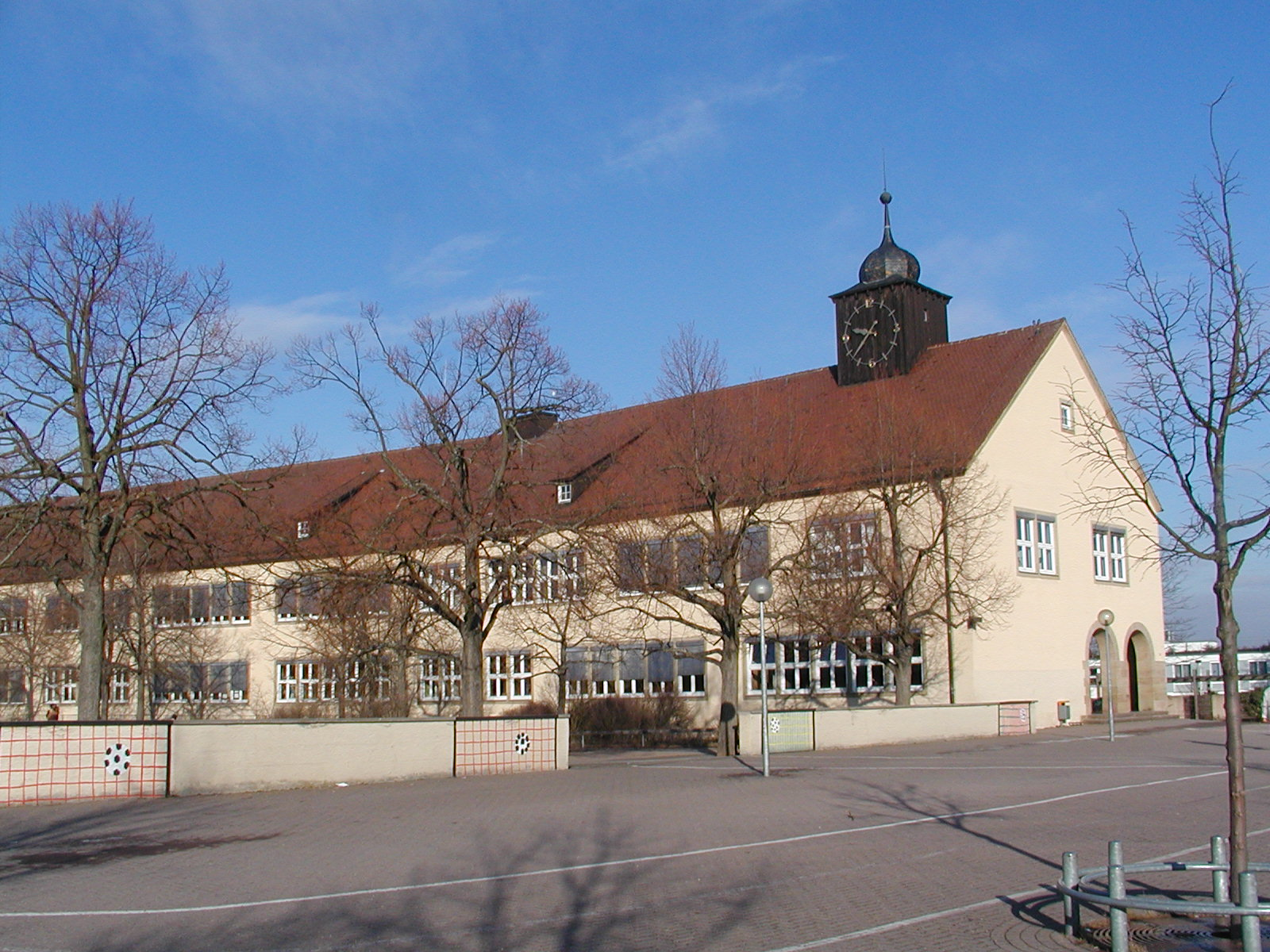
Der Altbau der Wolfbuschschule

### Schulen und Jugend
In Weilimdorf gibt es fünf Grundschulen, drei Hauptschulen, eine Gemeinschaftsschule sowie ein Gymnasium. Weiter ist in der Seelachschule die Förderschule beheimatet. Die Wolfbuschschule bekam im Schuljahr 2012 eine Werkrealschule, so dass diese Schulart nunmehr auch in Weilimdorf zu finden ist.

#### Grund- und Hauptschulen
- Wolfbuschschule, Köstlinstraße 76–77 (Werkrealschule)
- Reisachschule, Maierwaldstraße 14
- Engelbergschule, Engelbergstraße 83
- Maria-Montessori-Schule, Beim Fasanengarten 9
- Rappachschule, Sandbuckel 45
- Förderschule: Seelachschule, Glemsgaustraße 6

#### Gemeinschaftsschulen und Gymnasien
- Gemeinschaftsschule Weilimdorf (ehml. Realschule), Engelbergstraße 81
- Solitude-Gymnasium, Spechtweg 40

### Freizeit und Sport
Weilimdorf hat durch seine Zugehörigkeit zu einer Großstadt ein umfangreiches Kulturangebot in näherer Umgebung. Die Stuttgarter Stadtmitte mit ihren Einkaufs- und Ausgehmöglichkeiten ist 20 Minuten mit der Stadtbahn entfernt. In Weilimdorf selbst steht relativ viel Grün zur Freizeitgestaltung zur Verfügung. Trimm-Dich-Pfade sind im Fasanengarten vorhanden. Ansonsten ist der Wald oder ein Feld in weniger als fünf Minuten zu erreichen. Der Grüne Heiner ist bei Modellflugzeugfliegern beliebt. Für Kinder sind zahlreiche große und kleine Spielplätze vorhanden. Im Ort gibt es außerdem drei Sportvereine: den reinen Basketballverein BBC Stuttgart, e. V., TSV Weilimdorf e. V., SG Weilimdorf e. V.,

### Medien
In Weilimdorf erscheint wöchentlich die Zeitschrift In & um Weilimdorf mit den amtlichen Bekanntmachungen des Bezirksrathauses und weiteren ortsbezogenen Nachrichten, das Stuttgarter Wochenblatt (Lokalausgabe), der Weilimdorfer Anzeiger und als Beilage in der Stuttgarter Zeitung und den Stuttgarter Nachrichten der Lokalteil Nord-Rundschau.
Aktuelle Nachrichten bietet auch die Webseite www.weilimdorf.de, die von der Aktionsgemeinschaft Weilimdorf – am Fuße der Solitude, einem Zusammenschluss lokaler Unternehmen, unterhalten wird.

## Kultur und Sehenswürdigkeiten
- Weilimdorfer Heimatstube im ehemaligen Pfarrhaus mit Ausstellungen zur Geschichte von Weilimdorf
- Altes Rathaus Weilimdorf von 1551
- Evangelische Pfarrkirche St. Oswald – erbaut im 12. Jahrhundert, mit wertvoller Innenausstattung
- Jagdpavillon im Fasanengarten zwischen Hausen und Giebel
- Windkraftanlage Grüner Heiner
- Ehemalige Vogtei in Weilimdorf – erbaut 1716 als Vogtei der Universität Tübingen
- Hasenbrünnele im Lindental
- Ruine der Burg Dischingen
- Sühnekreuz am Eingang der Altenwohnanlage am Lindenbachsee
- Solitudestraße als Basis der Landesvermessung von 1820
Die unter Herzog Carl Eugen 1769 fertiggestellte Solitudeallee durfte vom gemeinen Volk nicht benutzt werden.
- Wolfbuschschule
Die Wolfbuschschule wurde am 4. April 1936 erstmals ihrer Bestimmung übergeben. Der Altbau der Schule steht unter Denkmalschutz.
- Evangelische Kirche im Wolfbusch
- Salvatorkirche im Giebel
Am 26. Oktober 1956 war Grundsteinlegung und am 20. November 1957 die Konsekration durch Bischof Carl Joseph Leiprecht. Die Kirche wurde dem Salvator mundi, dem „Heiland der Welt“, geweiht. Am 23. Januar 1988 wurde das neue Gemeindehaus eingeweiht.
- Naturschutzgebiet Greutterwald
- Landschaftsschutzgebiete in Weilimdorf
- Tachensee
- Ehren- und Mahnmal auf dem Neuen Friedhof Köstlinstraße 185 aus dem Jahre 1969 von der Bildhauerin Suse Müller-Diefenbach zur Erinnerung an die Toten der Weltkriege und an die Opfer der nationalsozialistischen Gewaltherrschaft[19]

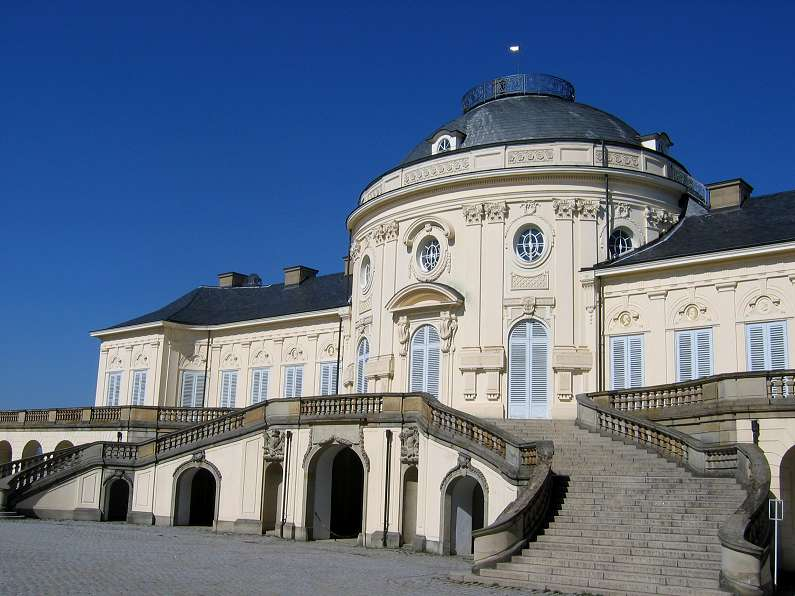
Schloss Solitude
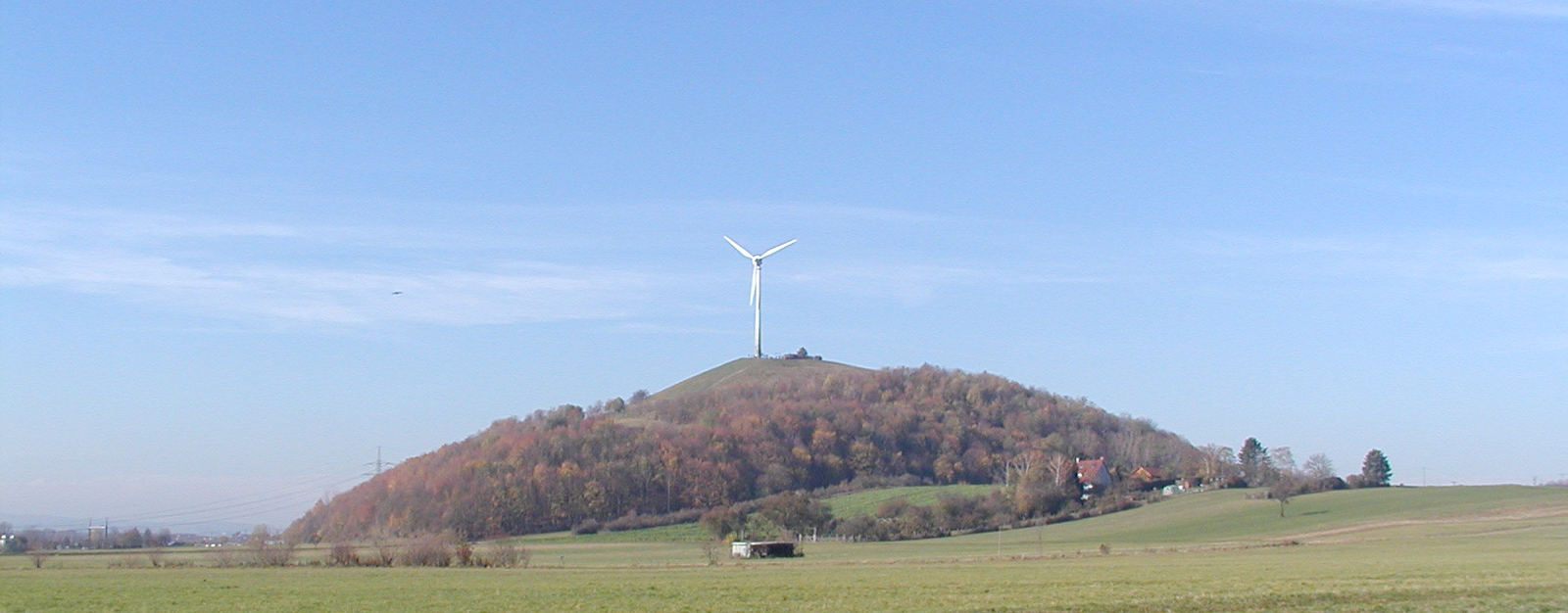
Der „Grüne Heiner“ im Herbst von weitem aus dem Industriegebiet Weilimdorf gesehen
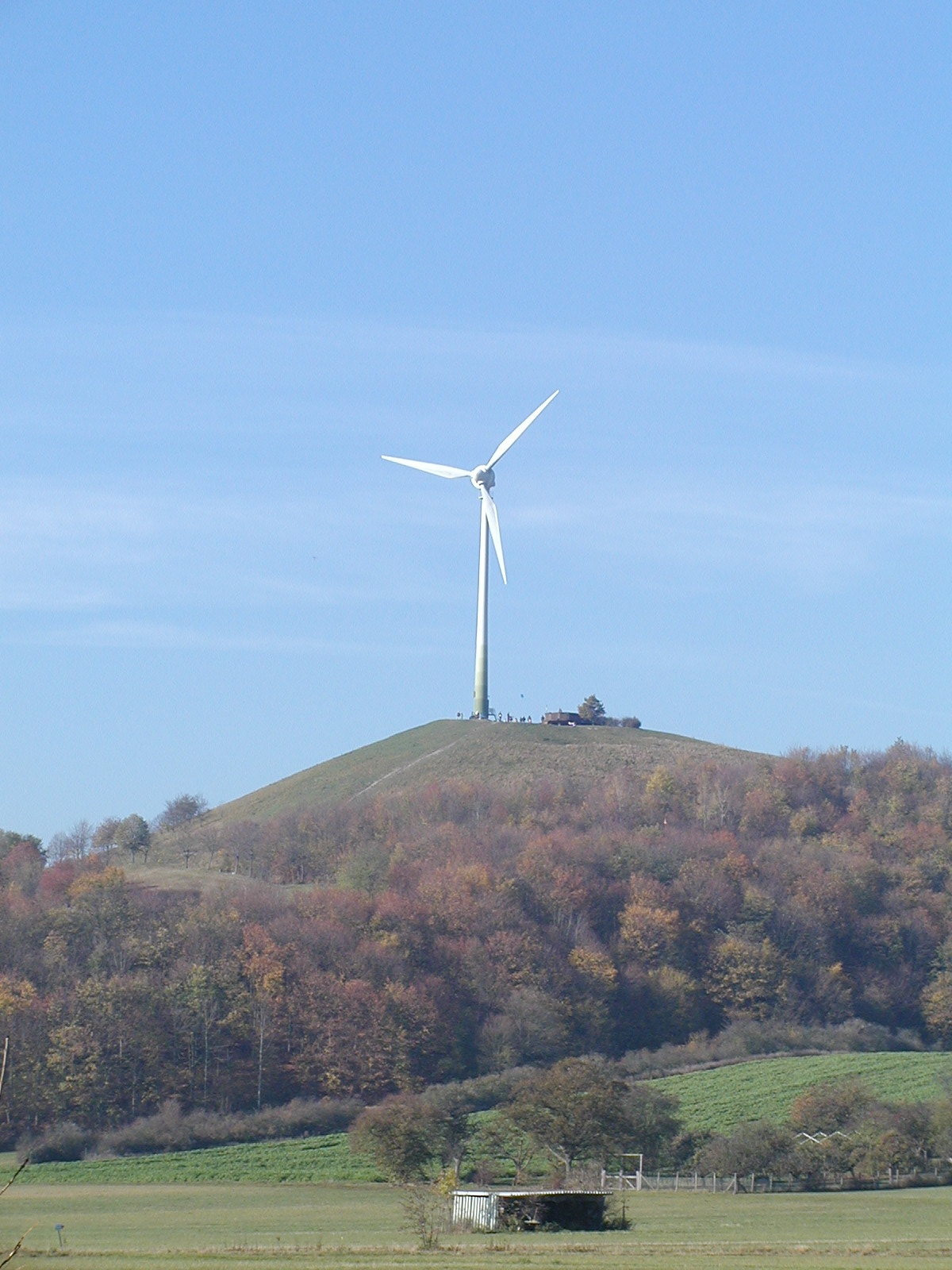
Der „Grüne Heiner“ im Herbst
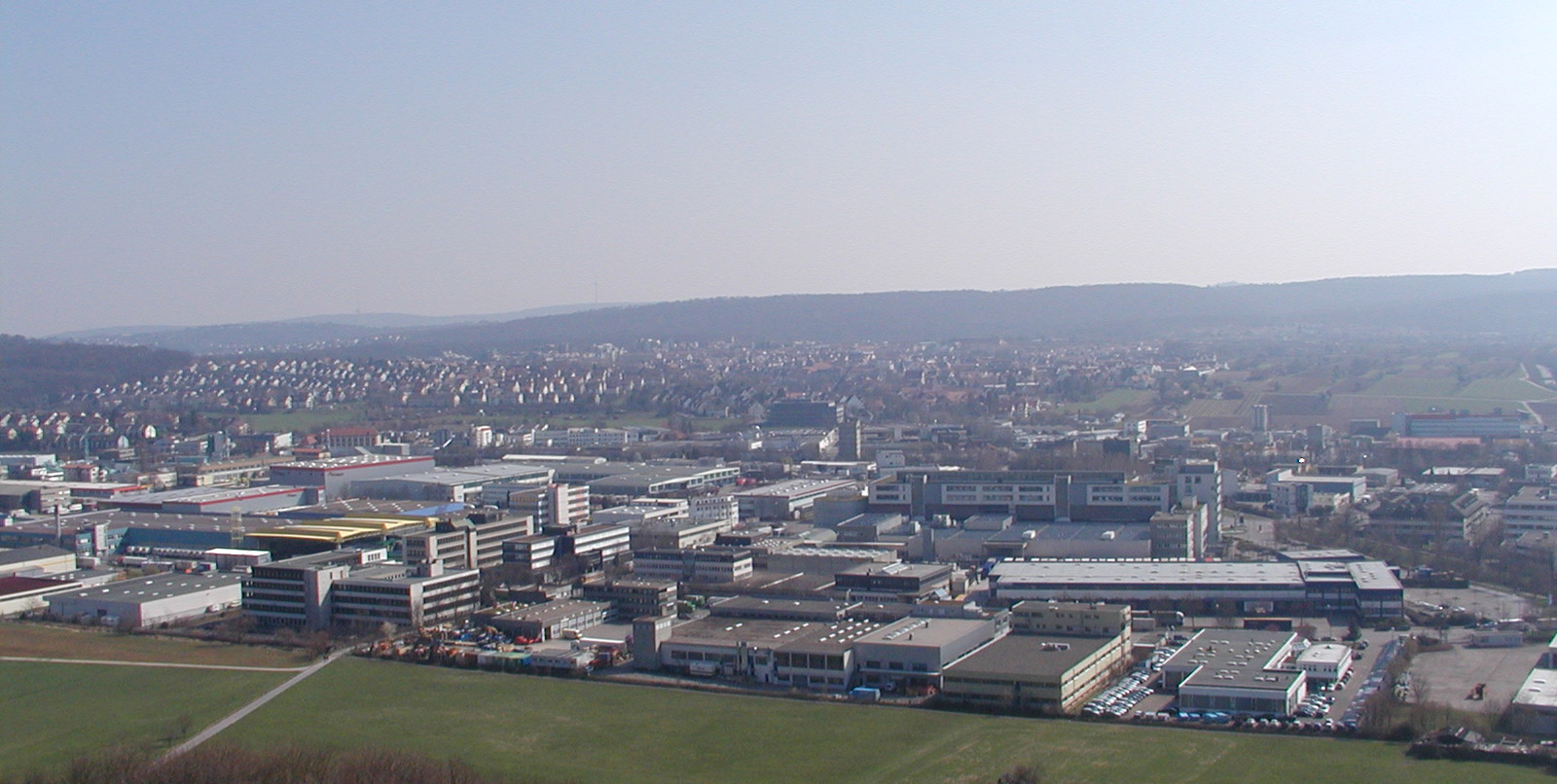
Weilimdorf, im Vordergrund ein Teil des Industriegebiets, vom „Grünen Heiner“ gesehen
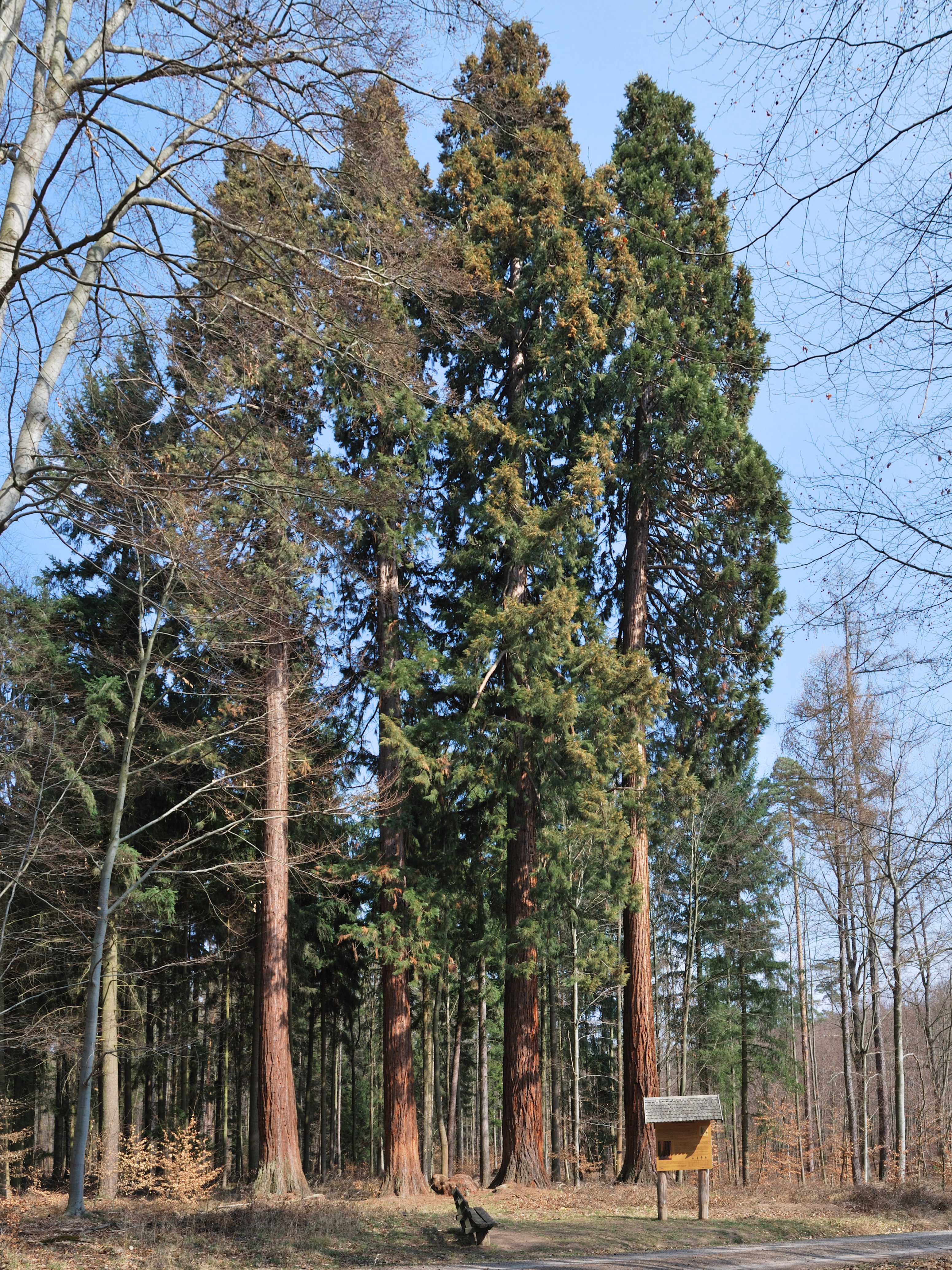
Bergmammutbäume im Solitudewald
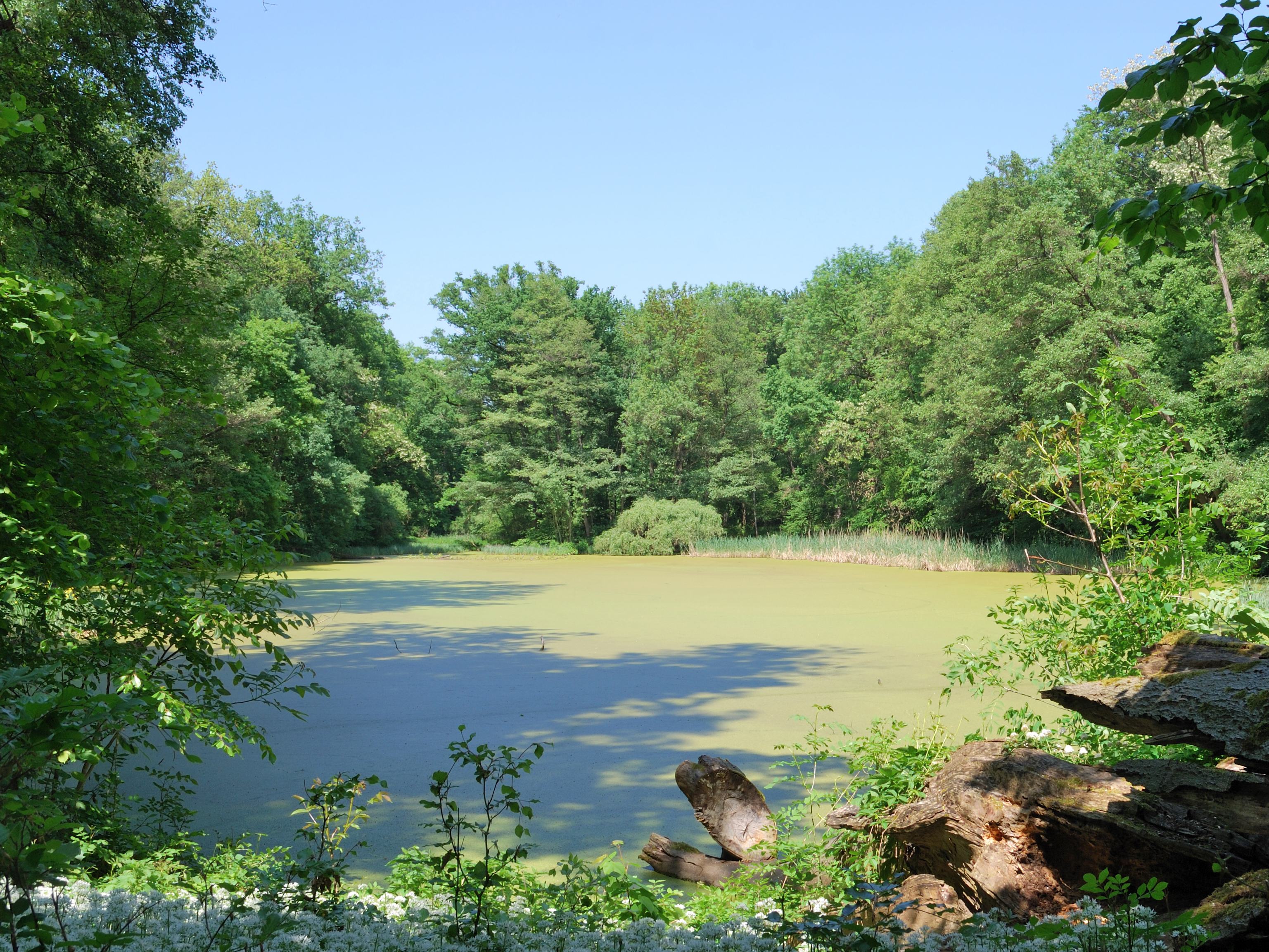
Tachensee

## Bauwerke

### Oswaldkirche
→ Pfarrkirche St. Oswald (Weilimdorf)

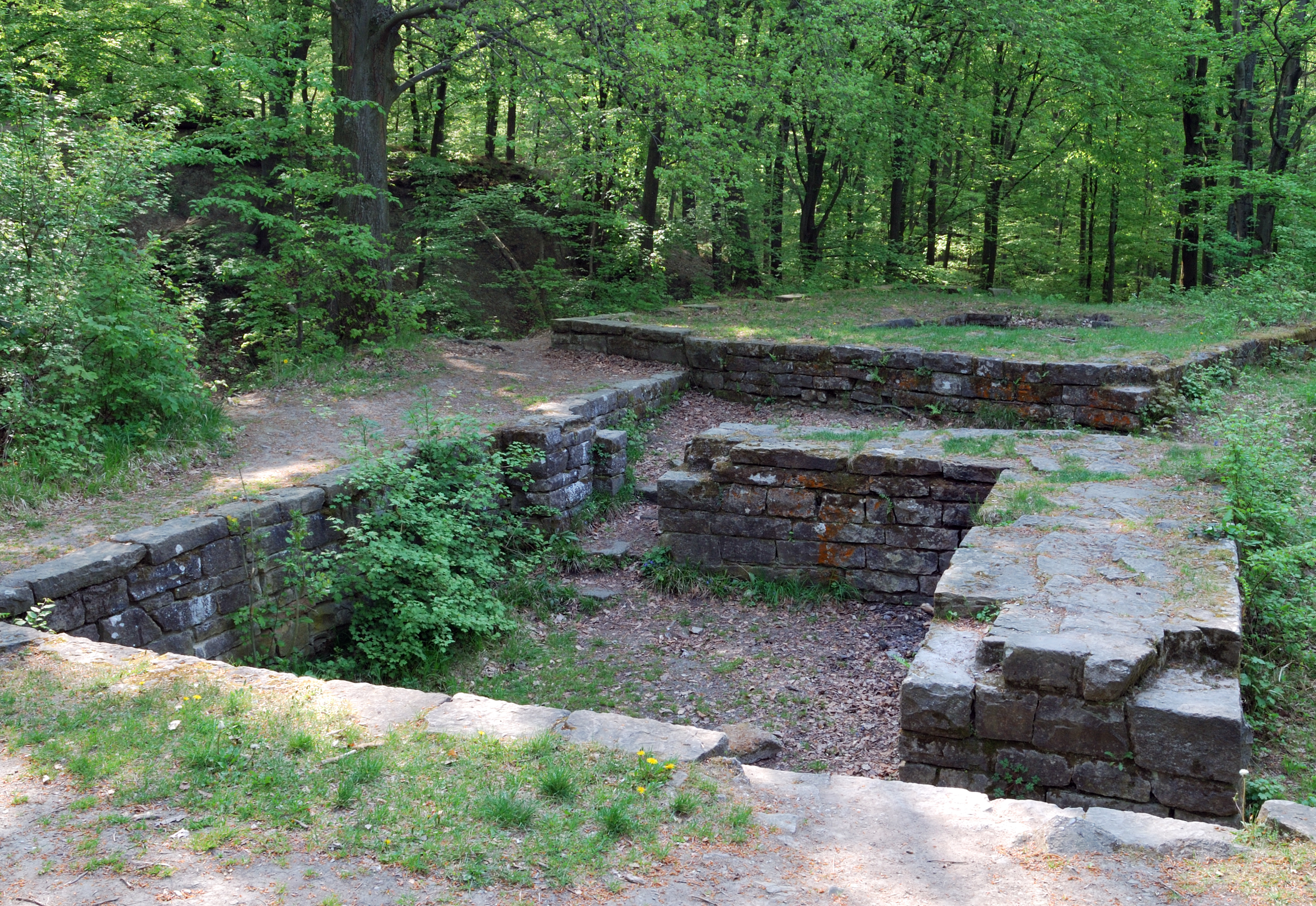
Überreste der Burg Dischingen

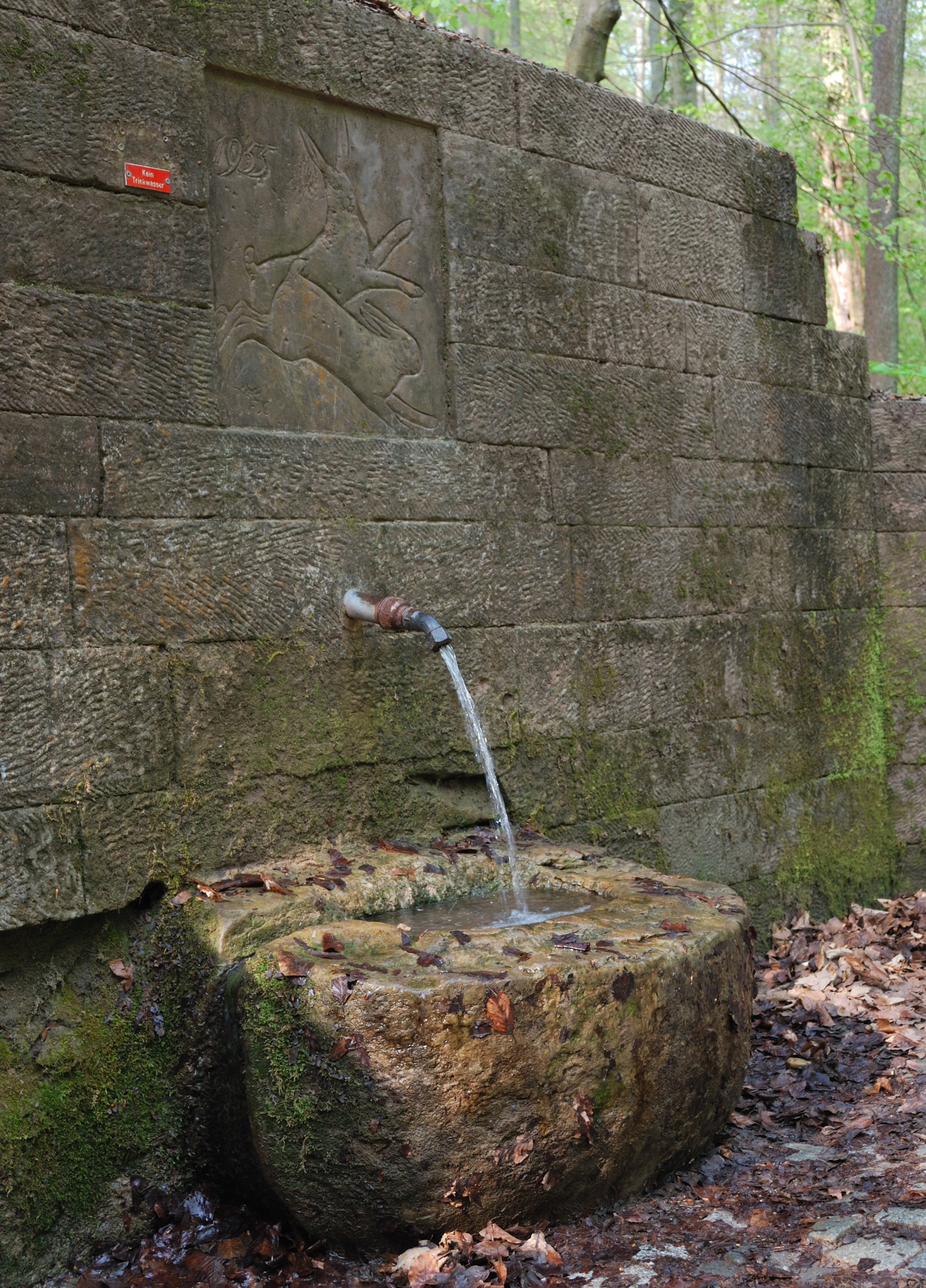
Das Hasenbrünnele

### Burg Dischingen
Das Geschlecht der Edelknechte von Dischingen ist in den Lagerbüchern der Gemeinde Weilimdorf verzeichnet. Es taucht zwischen dem 12. und dem 14. Jahrhundert in Weilimdorf auf. Diese bewohnten ihre Höhenburg oberhalb des Lindenbaches im Gewand Stellenrain südwestlich von Weilimdorf. Im 12. Jahrhundert brannte die Burg, die vermutlich aus Holz errichtet war, aus. An derselben Stelle baute man die Burg wieder auf, allerdings aus Stein. Nach einem erneuten Feuer im Jahre 1311 wurde Dischingen endgültig aufgegeben. Nach Plünderungen im 14. und 15. Jahrhundert und dem Aushub eines Steinbruchs nahe der Burg zerfiel sie ganz. Anschließend war über Jahrhunderte die genaue Lage der Ruinen nicht bekannt. Erst 1950 wurde die alte Räuberburg (so der Spitzname im Volksmund) ausgegraben und in den heutigen Zustand versetzt. Bei den Ausgrabungen wurden auch einige alte Tonscherben gefunden. Die Reste geben Aufschluss darüber, wie die Festung einst ausgesehen haben könnte:
- 20 Meter hoher Bergfried
- Wohngebäude (Kellereingang und Stufen noch heute deutlich zu erkennen)
- 10 bis 12 Meter hohe Schildmauer zwischen dem Bergfried und dem Wohngebäude
- tiefer Burggraben mit vorgelagerten Wällen und Palisadenaufbau
- nordwestlich eine Vorburg

400 m südlich der Burg Dischingen befindet sich noch ein Graben der ehemaligen Burg Altdischingen.

### Hasenbrünnele
Nachdem einige Wege im Lindental neu gebaut oder befestigt werden mussten, fasste man einige der Quellen des Lindenbaches in einem Brunnen zusammen. Der Bildhauer Fritz von Graevenitz (Solitude) gestaltete das Motiv mit zwei Hasen im Jahre 1955, das die Quelle ziert. Die Wasserqualität des Brunnens ist jedoch nicht ausreichend, um das Wasser als Trinkwasser einstufen zu können.

### Jagdpavillon im Fasanengarten

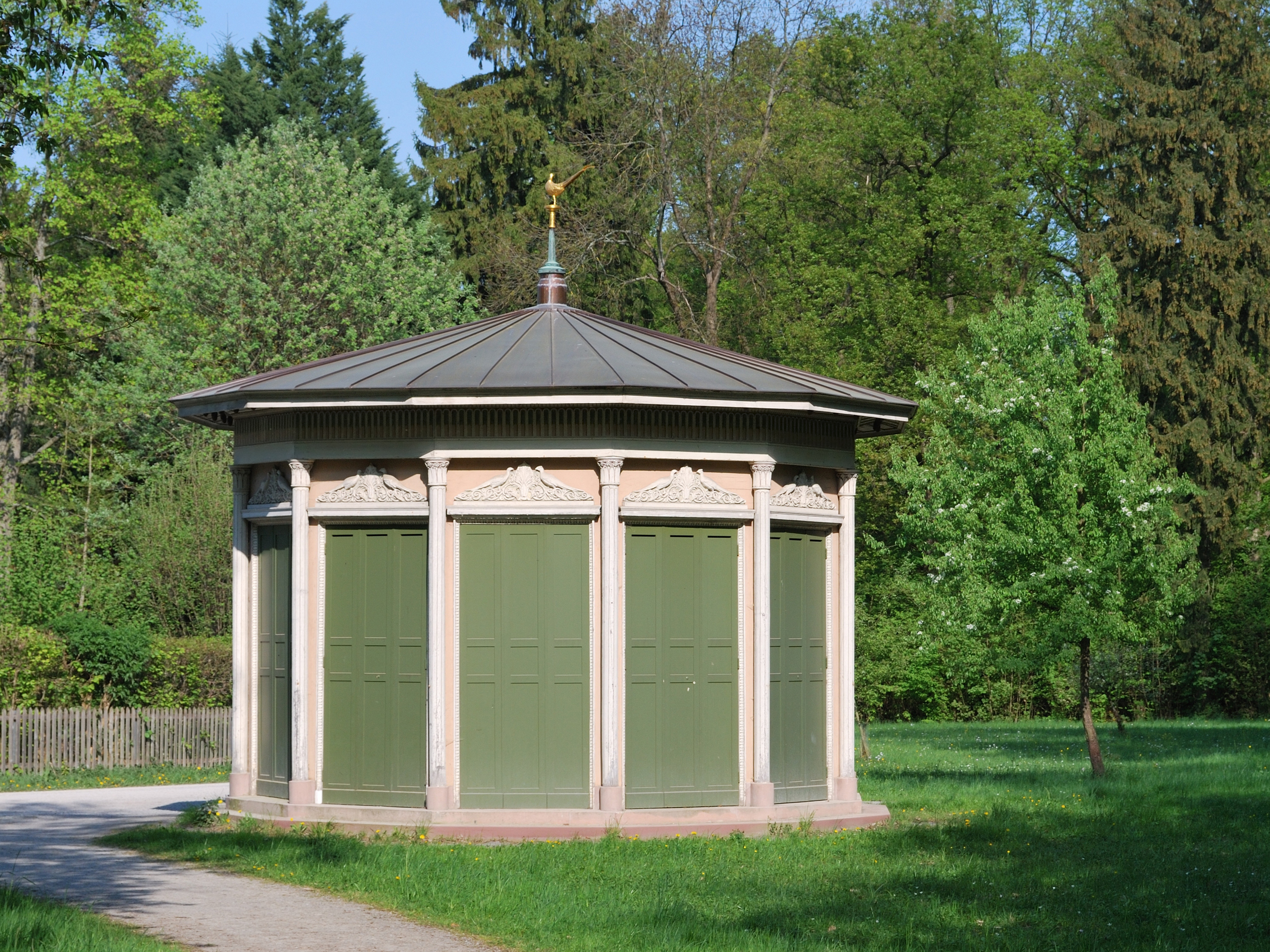
Jagdpavillon im Fasanengarten

Herzog Carl Eugen gründete 1765 im Hardtwald auf Weilimdorfer Gemarkung eine Fasanerie. In dieser zog ein Fasanenmeister bis zu 600 Fasanen pro Jahr auf. Regelmäßig veranstaltete der Herzog nun Jagden im Fasanenwald (Hardtwald). Die Bauern der Gemeinde mussten Futter, Brennholz und andere Güter der Fasanerie zur Verfügung stellen und gleichzeitig um die Ernte bangen, da die Fasanen die Felder so beschädigten, dass die Ernte rückläufig war. Erst im Jahre 1818 errichtete man den Jagdpavillon und die Versorgungsgebäude der Fasanerie. Der Pavillon selbst ist ein zwölfeckiger klassizistischer Bau. Auf seinem Dach ist ein goldener Fasan als Windfahne angebracht. Vier Alleen führen geradeaus auf den Pavillon zu. Auf diesen Alleen schossen die Herzöge und Könige von Württemberg bis 1918 Fasanen. Nach der Abdankung von Wilhelm II. kam auch die Bevölkerung in den Genuss des Waldes und nach dem Zweiten Weltkrieg zog hier die Forstliche Versuchsanstalt ein, die inzwischen aufgelöst und nach Freiburg verlegt wurde. Noch heute unterhält das Staatliche Forstamt hier einen Betriebshof. Mit der Verwaltungsreform wurde die staatliche Forstverwaltung aufgelöst und in die Stuttgarter Stadtverwaltung eingegliedert.

### Wasserplastik
Für den Löwenmarkt gestaltete der Bildhauer Jörg Failmezger eine begehbare Wasserplastik, die 1985 eingeweiht wurde.

## Wälder, Seen, Grün- und Parkanlagen

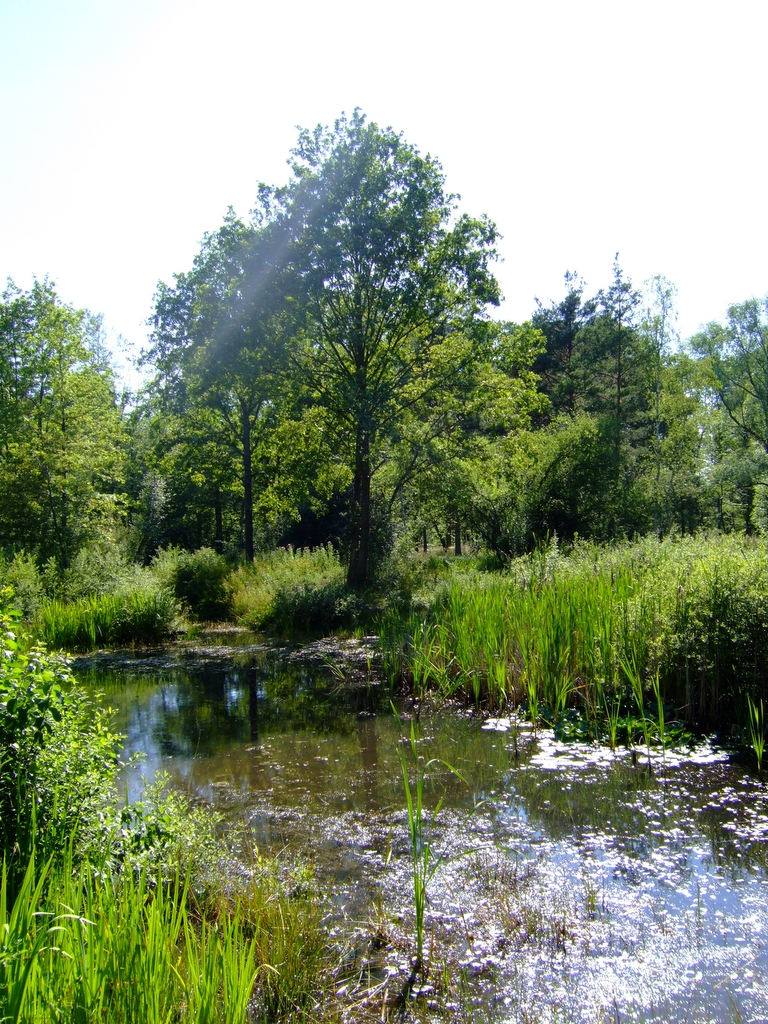
Daimlerplatz

### Feuchtgebiet Daimlerplatz
Das Feuchtgebiet Daimlerplatz (im Volksmund auch Panzersee genannt) liegt im Solitudewald zwischen Weilimdorf und Schloss Solitude auf dem „Sandkopf“. Das flache Gelände mitten im Wald wurde anfänglich ab Mitte des 19. Jahrhunderts von der Bevölkerung genutzt, um Kieselsandstein aus einfachen Gruben zu gewinnen. Durch einen Fliegerangriff während des Zweiten Weltkrieges, bei dem eine große Fläche Wald zerstört wurde, versumpfte es anschließend. Ab 1949 nutzte die Daimler-Benz AG das Gelände um ihre Lastkraftwagen auf Geländefähigkeit zu testen. Die Fahrrinnen verdichteten durch diese Testfahrten zunehmend, so dass das Regenwasser nicht mehr abfloss. 1975 endeten die Versuchsfahrten zu Gunsten des Naturschutzes. Der Name allerdings blieb bestehen. Es hatten sich eine große Vielfalt an Molchen, Fröschen und andere Amphibien und Reptilien hier angesiedelt. In den Jahren 2002 und 2003, als das Gebiet langsam verlandete, unternahm das Forstamt Maßnahmen zum Schutze der Artenvielfalt. Dies hat sich bewährt, so dass auch heute noch Teichfrosch, Springfrosch, Bergmolch, Ringelnatter und Waldeidechse und andere Tierarten beobachtet werden können.

### Lindenbachsee

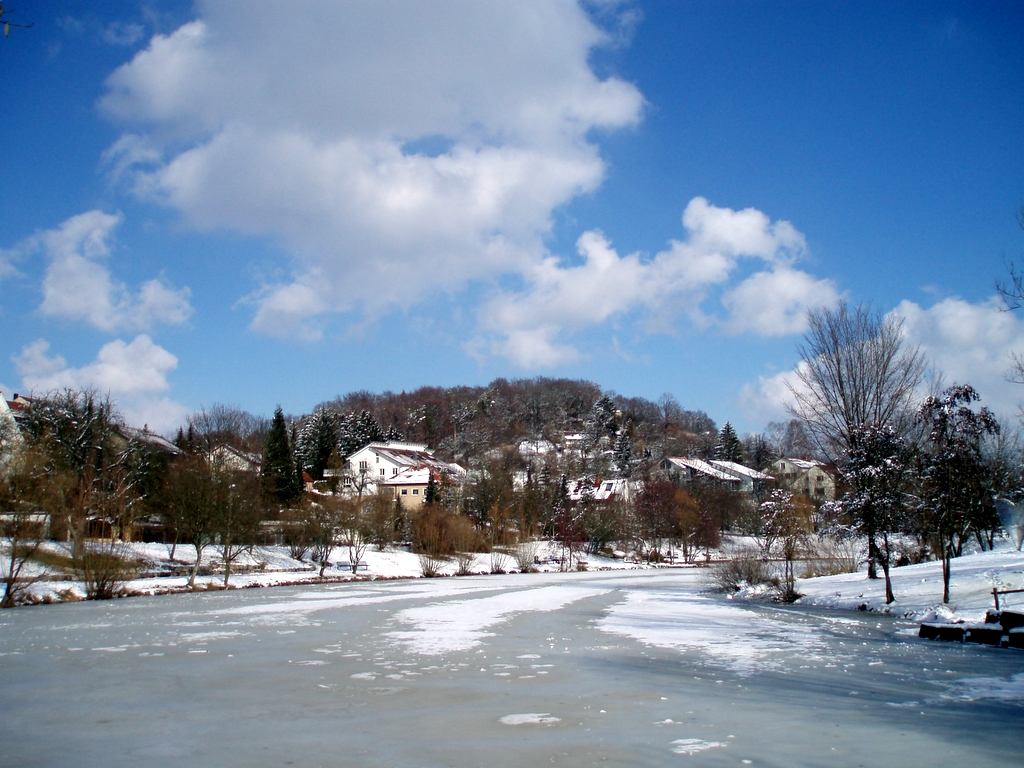
Lindenbachsee im Winter

Der Lindenbachsee (im Volksmund besser bekannt als „Entensee“) ist ein Stausee des Lindenbaches am Fuße des „Horns“. Er ist 150 Meter lang und misst an der breitesten Stelle 40 Meter. Früher wurde im Winter hier Eis geschnitten. Heute ist das Seeufer fest in der Hand von Erholungssuchenden, die auf Bänken sitzen, ihre Runden drehen oder Modellboote auf dem Wasser fahren lassen.

### Lindenbach
Der Lindenbach ist mit 10 km der längste Bach in Weilimdorf und meist auch der einzige, der bei längeren Trockenphasen noch Wasser führt. Er entwässert ein Gebiet von 29 Quadratkilometer. Er entspringt nahe Schloss Solitude und führt dann durch den Talgraben bis zum Hasenbrünnele. Anschließend verlässt sein Lauf den Wald und fließt durch das breite Lindentäle an den Waldheimen der Evangelischen, Katholischen und Methodistischen Kirche vorbei. Nach dem Passieren der Lindentalbrücke, über den die B 295 führt, durchquert sein Lauf mehrere Gärten und speist schließlich den Lindenbachsee an der Goslarer Straße und der Lindenbachstraße. Diesen verlässt er auf zum Teil renaturiertem Wege und versinkt kurz vor der Stadtmitte in der Kanalisation. Von dieser tritt er im „Unterdorf“ wieder hervor und läuft parallel zur Glemsgau- und Lotterbergstraße ins Industriegebiet. Bei der Hemminger Straße vereint sich sein Lauf mit dem von Korntal kommenden Lachengraben und fließt in Richtung Ditzingen weiter, um dort in die Glems zu münden. Die Wasserqualität ist im Oberlauf zwischen Quelle und Hasenbrünnele mit Gewässergüteklasse I-II als gering belastet eingestuft. In die Güteklasse II (mäßig belastet) fällt der Lindenbach zwischen Lindental und Lindenbachsee inne. Ab dort ist der Bach durch teilweise Belastung aus der Mischwasserkanalisation bis zur Stadtgrenze in der Güteklasse II-III (kritisch belastet) kategorisiert. Etwa 60 Prozent des Gewässers wird als naturnah eingestuft, weitere zwei Kilometer können renaturiert werden.

## Feste und Veranstaltungen
Jährlich am 31. Dezember (Silvester) findet der Stuttgarter Silvesterlauf von Weilimdorf rund um den Fasanengarten und zurück statt. Es gibt jeweils einen Hauptlauf (11.111 m), einen Hörnleshasenlauf (5.555 m), sowie einen Schülerlauf (2.300 m). Dieses Ereignis zieht jedes Jahr zahlreiche Mitläufer und Zuschauer an. Des Weiteren veranstalten der Musikverein, die Chorvereinigung Weilimdorf, die Ringer des SG Weilimdorf und andere ortsansässige Vereine ihre jährlichen Hocketse; alle zwei Jahre findet bei der Freiwilligen Feuerwehr Weilimdorf ein Tag der offenen Tür statt. Am 15. Juli 2006 hat erstmals ein Stadtfest stattgefunden, bei dem sich alle Vereine und viele Firmen beteiligt haben.

## Sagen
Um Weilimdorf ranken einige wenige Sagen aus den vorherigen Jahrhunderten. Die bekannteste ist die, dass der Herzog Carl Eugen einmal im Sommer die Solitude-Allee von Ludwigsburg bis zur Solitude mit Salz bestreuen ließ, um mit seiner Gesellschaft per Schlitten zu seinem Schloss zu kommen. Auch mehrere Gespenster und Untote sollen ab und an gesehen worden sein. So wird berichtet, dass in der Krummen Gasse (der heutigen Dachtlerstraße) ein weißes Schwein umherläuft. Im Lindental sei schon ein Reiter ohne Kopf gesehen worden. Auch mehrere Untote sollen in ihrer früheren Funktion als Waldmeister, Schultheiß und Schlossbesitzer des Nächtens an ihrer alten Wirkungsstätte umhergehen.